# Engelbert Dollfuss
Engelbert Dollfuss o Dollfuß (Texing; 4 de octubre de 1892-Viena; 25 de julio de 1934) fue un político austriaco de ideología socialcristiana, experto en cuestiones agrarias, ministro de Agricultura en varios Gobiernos de comienzos de la década de 1930 y canciller entre 1932 y 1934. Disolvió el Parlamento democrático y gobernó por decreto. Murió asesinado por miembros del partido nazi austriaco.
Nació como hijo ilegítimo de un jornalero en 1892. Criado en un ambiente campesino católico y tradicional, recibió luego enseñanza secundaria en un centro religioso que reforzó sus hondas creencias católicas. Estudió en la Universidad de Viena, donde se unió a una organización católica. Combatió en la Primera Guerra Mundial, en el frente italiano, y recibió diversas condecoraciones. Durante el período de entreguerras, completó los estudios universitarios y quedó muy influido por el pensamiento conservador de Othmar Spann. Pasó luego un año en Alemania, estudiando el funcionamiento de las cooperativas agrarias; aplicó posteriormente este conocimiento a partir de 1922, cuando trabajó en la cámara agraria de la Baja Austria. Posteriormente, dirigió la empresa estatal de ferrocarriles, su primer cargo nacional.
Socialcristiano, tenía escasos vínculos con el partido: más que un político tradicional, Dollfuss era un distinguido experto en cuestiones agrarias, muy industrioso y con un carácter abierto que le facilitaba el trato con políticos de otras formaciones. Su falta de experiencia previa en la política nacional se consideró una ventaja: podía permitirle forjar una alianza de partidos para sostener el Gobierno.
Asumió la presidencia del Gobierno en mayo de 1932, al frente de una inestable coalición de socialcristianos, agrarios y fascistas de la Heimwehr, que apenas contaba con un escaño de ventaja frente la oposición en el Parlamento. Considerado hasta 1933 uno de los dirigentes más moderados y dispuestos a pactar con la oposición socialista, acabó siendo el político que terminó con el sistema parlamentario democrático surgido durante la posguerra. En marzo de 1933, disolvió la Cámara Baja y comenzó a gobernar por decreto. Figura muy controvertida incluso entre los especialistas, presidió una inestable liga de fascistas, elementos autoritarios y otros democráticos. Sus continuos intentos de alcanzar un acuerdo con los nacionalsocialistas, meta en la que competía con sus socios de gobierno de la Heimwehr, resultaron a la postre infructuosos.
Tuvo que enfrentarse al peor momento de la Gran Depresión en Austria y logró mejorar bastante la situación económica.
En mayo de 1934, promulgó una nueva Constitución que marcó el comienzo oficial de un régimen autoritario conocido como «austrofascismo». Murió asesinado el 25 de julio de 1934, durante el fallido intento de golpe de Estado nacionalsocialista; le sucedió al frente del Gobierno su ministro de Justicia, Kurt von Schuschnigg.

## Orígenes y estudios
Nació en Texing (Baja Austria), en una granja propiedad de la familia materna, el 4 de octubre de 1892. Su diminuta madre —de la que heredó su escasa estatura—, Josepha Dollfuss, de veinticinco años, era soltera; Engelbert era bastardo, probablemente hijo de un jornalero, Joseph Wenninger, al que la conservadora familia de su madre se negó a aceptar como marido de Josepha por su humilde condición. Al bautizarlo dos días después de su nacimiento, se le dio el apellido materno. La familia era campesina, asentada en la región desde hacía al menos tres siglos. Cuando Engelbert contaba con un año de edad, un granjero de una localidad cercana, Leopold Schmutz, desposó a Josepha y se convirtió en padre adoptivo del niño. La familia se trasladó a la granja del marido en Kirnberg, a unos cinco kilómetros de Texing. El matrimonio tuvo otros cuatro hijos: tres varones y una mujer. Su infancia fue feliz, a pesar del duro trabajo en la granja. Schmutz —a diferencia de su madre— era un tipo autoritario, frío y distante con toda su familia, pero en especial con Dollfuss. La vida en la granja le imbuyó de un hondo catolicismo y tradicionalismo.

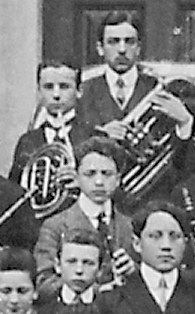
El joven Dollfuss —en el centro, sosteniendo un clarinete— en el internado donde estudiaba para hacerse sacerdote gracias a una beca, en 1912.

Tras pasar su infancia en la granja familiar, en 1904 Dollfuss partió a cursar la enseñanza secundaria en un internado de Hollabrunn. Esto fue posible por la ayuda de diversos vecinos de la localidad, ya que la familia, escasa de recursos, no podía costearlos. En el otoño de 1904 y gracias a la intervención del párroco que obtuvo para él una plaza en el seminario de Hollabrunn intercediendo ante el obispo, abandonó el hogar familiar y partió al internado. El ambiente del seminario era similar al de la granja paterna: espartano y regido por una disciplina rigurosa. Estudiante industrioso que no brillante —sus notas eran en general mediocres—, tuvo ciertas dificultades al comienzo, que superó pronto gracias al esfuerzo. Preocupado ya por entonces por las cuestiones sociales y convencido de que las necesarias reformas debían basarse en el cristianismo, el joven Dollfuss comenzó a mostrar durante sus años de internado algunas características de su posterior carrera política: habilidad para la oratoria, responsabilidad, cierta ambición personal y una tendencia al paternalismo. En los nueve años de formación en el seminario, recibió una excelente educación en humanidades. En 1913, aprobó los exámenes finales con buena calificación y se trasladó a Viena a continuar sus estudios en la Facultad de Teología.
A los pocos meses, decidió abandonar los estudios que había comenzado y no ordenarse sacerdote. Mantuvo toda la vida, sin embargo, sus hondas creencias cristianas. Obtenido el permiso paterno y la comprensión de su rector a comienzos de 1914, se matriculó en Derecho al regresar a la capital austriaca después de visitar a la familia. Esta carrera debía permitirle obtener un puesto de funcionario. En noviembre de 1921, se afilió también a una asociación estudiantil austro-alemana, la Unión Franco-Bávara, relacionada con una hermandad católica, la Cartellverband, de la que más tarde obtuvo notable respaldo político. La pertenencia a la Cartellverband era además crucial para lograr un puesto en las organizaciones dominadas por la Iglesia católica y por el Partido Socialcristiano, que escogían a los empleados de entre los miembros de la asociación. Comenzó además a colaborar en actividades de asistencia social, dedicando muchas tardes a enseñar taquigrafía en un albergue de obreros, señal de su interés, que conservó toda la vida, por la reforma social.

## Guerra mundial

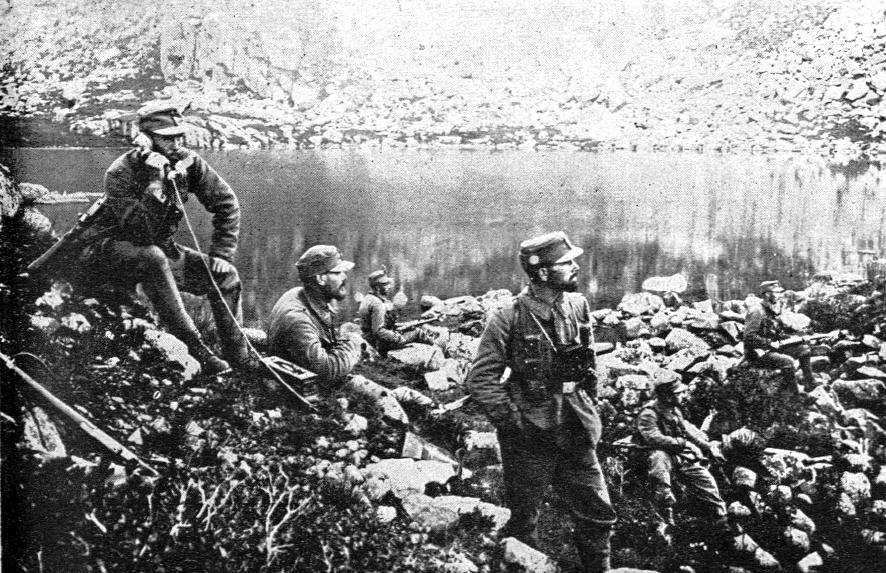
Patrulla austrohúngara en los Dolomitas, parte del frente italiano donde también estuvo destacado Dollfuss.

El asesinato de Sarajevo y el consiguiente estallido de la Primera Guerra Mundial un mes más tarde, el 28 de julio de 1914, interrumpieron los estudios de Dollfuss. Trató de alistarse en la capital, pero se lo rechazó por su exigua estatura. Lo consiguió entonces, gracias a su porfía, en su provincia natal. Se lo destinó a un regimiento de infantería de la capital para realizar la instrucción, pero pronto solicitó y obtuvo el traslado a una unidad de tiradores tiroleses y marchó a continuar la instrucción a la guarnición de Bozen.
Durante su servicio en el frente, en el que participó como teniente primero, forjó una estrecha amistad con sus compañeros de unidad y demostró ser un gran oficial. Obtuvo en total ocho condecoraciones al valor. Tras una dura instrucción, se licenció en la Escuela de Oficiales de Brixen en la Navidad de 1914 y a comienzos del año siguiente partió junto con su unidad al frente italiano, al mando de un pelotón de ametralladoras. Se distinguió en la defensa de su sector en octubre de 1916, cuando tuvo que hacer frente a un decidido ataque italiano, que los austrohúngaros consiguieron rechazar finalmente. Ingenioso frente a la adversidad y afable, preocupado por sus soldados, se ganó buena fama entre sus subalternos. Las experiencias en el frente influyeron más tarde en su carrera política: en la guerra aprendió a exigir lealtad y dedicación a sus subordinados, pero también a ser muy exigente consigo mismo.
Deseoso de entrar en política y abandonar el Ejército cuando finalizasen las hostilidades, el armisticio le sorprendió durante un permiso en Innsbruck, lo que evitó que fuese apresado por los italianos como lo fue su regimiento. A punto de regresar a su unidad que se hallaba entonces en Rovereto, el fin del conflicto hizo que en vez de ello volviese a Viena.

## Comienzos en la política: reformador agrario

### Desarrollo ideológico y carácter
En los primeros años de la posguerra, se acercó a los que favorecían la unión de la nueva república con Alemania, por lo que consideraba como afinidad racial entre las dos naciones. Reorganizó en este sentido a la agrupación estudiantil católica a la que se había afiliado en vísperas de la guerra mundial, de la que fue elegido presidente. Dollfuss aplicó sus notables dotes de organización para mejorar la estructura de la organización, mejorar la situación de sus miembros y reforzar su ideología católica; disfrutaba del ambiente de fraternidad y camaradería del grupo y mantuvo toda su vida contacto con sus compañeros. En un congreso de estudiantes católicos celebrado en Ratisbona en agosto de 1920, coadyuvó en la aprobación de una moción que excluía de las organizaciones participantes a los alumnos «manchados con sangre judía». Pangermano convencido, participó intensamente en la fundación de una nueva organización estudiantil austriaca, la Unión Estudiantil Alemana y mantuvo contactos con la agrupación extremista pangermana formada en torno a la figura del mariscal de campo Carl von Bardolff. Su patriotismo austriaco, intenso durante la guerra mundial, resurgió a lo largo de la década de 1920 por el abandono de la idea de unión con la Alemania republicana. Más adelante, una vez fracasado un primer intento de pactar con Hitler a cambio de ayuda económica a principios de 1933 y ante el acoso continuo de los nacionalsocialistas a su Gobierno, la defensa del nacionalismo austríaco se convirtió en una de las señas de su ideario político.
Los principales valores de Dollfuss eran tradicionales: fe en Dios, obediencia al Estado, respeto a la familia y a las costumbres rurales. El campesinado era para él la fuente de la regeneración del país, un ejemplo de virtudes morales y, en consecuencia, el grupo cuyos intereses había que favorecer. La economía nacional dependía fundamentalmente, según él, de la campesina. Para garantizar la viabilidad de esta, Dolfuss acabó por tratar de eliminar la economía liberal y sustituirla por otra controlada, dirigida por las organizaciones campesinas, apoyadas por el Estado.
Durante la posguerra le influyeron notablemente las corporativistas del filósofo Othmar Spann, a cuyas conferencias acudió en varias ocasiones, y los aspectos sociales de la encíclica Rerum novarum de 1891. Spann rechazaba tanto el socialismo como el liberalismo y abogaba por la recuperación de las relaciones sociales medievales, que consideraba menos individualistas y conflictivas. Sostenía que la sociedad no se basaba en los individuos, sino en las agrupaciones profesionales, los estamentos, que debían proteger a sus miembros al tiempo que exigían de estos subordinación a sus dirigentes, que se reservaban toda función política. El Estado se formaba entonces por la cooperación de los dirigentes de los estamentos, en un sistema autoritario y antidemocrático pero colaborativo. Aunque se admitía la existencia de la propiedad privada, esta debía utilizarse para el bien común, que decidía el Estado: el sistema de Spann favorecía así la intervención estatal en la economía, modelo que Dollfuss adoptó en toda su carrera política. La crítica a la explotación capitalista de la encíclica papal de 1891 y del reformismo católico de finales del siglo xix y comienzos del xx también influyeron en Dollfuss, que fomentó más tarde desde sus cargos los controles del mercado para asegurar la subsistencia del campesinado.
Sus estudios sobre las cooperativas en Alemania también marcaron su idea de la democracia: Dollfuss aprobaba la colaboración que se daba en ellas, pero las entendía como un sistema piramidal, en la que los miembros debían obediencia a la dirección, elegida y experta, pero que podía obrar a voluntad, sin control de los subordinados. Para Dollfuss, la combinación de coordinación y de libertad individual hacía de la cooperativas el modelo de organización humana ideal, que defendió durante toda su carrera política. Veía en las cooperativas un sistema que corregía el abuso del capitalismo y permitía a los perjudicados por él recuperar su libertad económica y política mediante la unión. Permitía a los campesinos lograr la independencia económica que permitía que gozasen de libertad política. Influido nuevamente por Spann, sostenía que su valor no era únicamente económico, sino también moral y cultural. Para Dollfuss, como para Spann, el fin de la economía era el bienestar de la población, no la obtención del máximo beneficio. El objetivo de las cooperativas era el beneficio entre todos sus miembros, no la mera obtención de ingresos: para él, los fundamentos del sistema cooperativista no eran financieros, sino humanistas. Del tiempo del estudio de las cooperativas también data su elitismo tecnócrata, su convencimiento de que un grupo de hábiles administradores debía dirigir los destinos de la comunidad. Los miembros de esta debían someterse al arbitrio de la dirección: era la dirección la que debía controlaba a la comunidad, y no al revés. Este deseo de sometimiento a la autoridad se reflejó en toda su carrera política.
Otra importante influencia en la actitud de Dollfuss hacia el poder y la forma de gobernar fue la tradición autoritaria de las capas más acomodadas del campesinado, en las que Dollfuss ingresó. Los dirigentes campesinos tendían a limitar las decisiones que podían tomar directamente los labradores y a utilizar su poder de manera despótica. A principios de siglo, los pueblos austriacos elegían a sus representantes, pero mediante un sistema amañado para favorecer a los más ricos, que los controlaban en la práctica. A este sistema se unía el modelo social de paternalismo piramidal que dominaba el campo, en el que los campesinos más opulentos combinaban el control de los más pobres con actitudes de protección pseudofeudal. Una vez elegidos por sus agradecidos dependientes para los puestos gubernamentales, la autoridad de estos miembros de la elite campesina tenía escasas cortapisas. Este sistema jerárquico fue el que caracterizó la Cámara Agraria de la Baja Austria en la que Dollfuss trabajó gran parte de la década de 1920: una tecnocracia que trataba de aplicar las medidas que creía que podían beneficiar al campesinado, pero sin consultar a este. La autoridad de los dirigentes campesinos, una vez elegidos, debía ser obedecida, no cuestionada. La limitación de la responsabilidad de los dirigentes hacia sus electores, de la que disfrutó durante su periodo en la cámara agraria en la década de 1920, se plasmó más tarde en la Constitución austriaca de 1934.
Muy ambicioso y con una vena autoritaria que fue agudizándose con el tiempo era, sin embargo, de carácter jovial y de una gran humanidad, cualidades que en ocasiones atemperaban las primeras características mencionadas. Era impaciente y gustaba de aplicar las medidas que consideraba oportunas con celeridad, pero al mismo tiempo en ocasiones esto le hacía pecar de precipitación y le impedía aplicar acciones por consenso. Esta preferencia por la imposición rauda de medidas se acentuó con el paso del tiempo.

### Primeros cargos
Aposentado como inquilino temporalmente insolvente en la casa de una aristócrata vienesa, encontró empleo primero en la comisión encargada de los pagos a los inválidos de guerra y luego, desde agosto de 1919, en la Asociación Campesina de la Baja Austria —fundada en 1906, parte del Partido Socialcristiano y con gran influencia en la política agraria estatal—, en la que su presidente le ofreció un puesto durante la celebración de un festival religioso, impresionado por un discurso de Dollfuss. Secretario del presidente de la asociación, gracias a su inteligencia e industria pronto se lo consideró el tipo de persona ideal —tanto por estas cualidades como por su origen campesino— para comunicar al campesinado austriaco las nuevas técnicas agrícolas. Así, tras unos meses en Viena, la asociación lo envió a formarse con un eminente profesor berlinés. Le concedió asimismo una beca de un año para que estudiase el sistema de cooperativas agrícolas prusianas, que en aquella época se consideraban modélicas. Para sufragar su manutención en la capital alemana, se le proporcionó un empleo temporal en un banco de la ciudad. La asociación deseaba que ampliase su formación en economía, política y agricultura y, en especial, que estudiase el funcionamiento de las cooperativas alemanas. El conocimiento adquirido en estas, para las que trabajó temporalmente, lo aplicó posteriormente en Austria. La cooperativa no se convirtió para él únicamente en un modelo económico que debía permitir a los labradores austriacos sobrevivir en un sistema capitalista, sino también un modelo político: de colaboración, pero también de sumisión a la dirección. En este mismo sentido influyó la estructura de la propia Asociación Campesina de la Baja Austria, muy piramidal y autoritaria.
Durante su estancia en Berlín, Dollfuss conoció a su esposa, Alwine Glienke, de origen pomerano, hija de un terrateniente de esta región, con la que contrajo matrimonio al poco de regresar a Austria, el día de Nochevieja de 1921, en la iglesia de su pueblo natal, Kirnberg. Matrimonio feliz, produjo tres niños —dos mujeres y un varón—, uno de ellos fallecido pronto.

### Labores en la Cámara Agraria de la Baja Austria

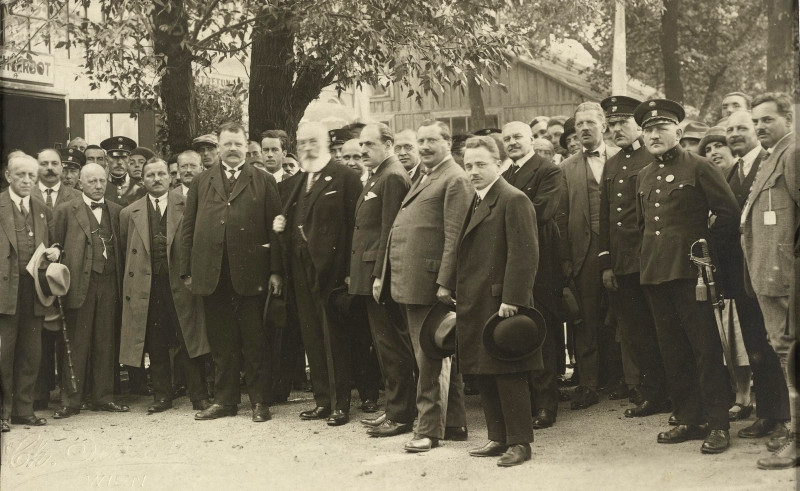
Dollfuss en la década de 1920, cuando trabajaba en la cámara agraria de la Baja Austria. Se lo consideraba un destacado experto en cuestiones agrarias y puso en marcha importantes reformas en el agro austriaco.

De vuelta en Viena y acabados sus estudios de Derecho —se doctoró en 1922—, se dedicó con gran energía a la reforma de la agricultura austriaca, en la que se enfrascó durante los diez años siguientes. Como parte de los planes para aumentar la producción agrícola una vez perdidas las tradicionales zonas de abastecimiento —Moravia y Hungría—, Austria fundó cámaras agrarias. Dollfuss participó en la creación de la de la Baja Austria y se pasó a ser su secretario en julio de 1922. Al comienzo con una plantilla de veinte personas, las principales miembros de la Cartellverband, Dollfuss se dedicó con ardor e industria a las labores del nuevo organismo. Favoreció la implantación de numerosas reformas en diversos aspectos de la agricultura de la región, y defendió en especial la creación de cooperativas, que perduraron. Para Dollfuss, el sistema cooperativo debía permitir que los campesinos dejasen de depender tanto de los intermediarios. Con el mismo objetivo de aumentar la independencia de aquellos, creó un sistema voluntario de arbitraje dependiente de la cámara agraria que les permitía evitar costosos juicios.
Participó en la redacción de gran parte de las principales leyes que se aprobaron para mejorar la situación del campesinado durante la Primera República. Uno de sus logros más destacados fue la creación de un seguro social unificado para los campesinos. Este, que comenzó por incluir únicamente la enfermedad, se extendió luego para cubrir los accidentes, desempleo y pensiones de los labradores. El sistema beneficiaba sobre todo al proletariado rural, pero englobaba a todos los campesinos, ricos o pobres, alrededor de medio millón en las regiones de Viena, la Baja Austria y el Burgenland. El proyecto se aprobó a pesar de la dura oposición, tanto de los socialdemócratas —que no deseaban implantar un sistema separado para el campesinado—, como de las provincias —que contaban con seguros que controlaban a su antojo— y de algunos campesinos —que no deseaban pagar las cotizaciones que conllevaba el sistema—. A diferencia del borrador presentado originalmente por Dollfuss en 1922, el sistema federal aprobado en 1928 era voluntario y no obligatorio, y mejoró poco la situación, salvo en la Baja Austria, Viena y Burgenland, donde sí se ciñó al proyecto y se implantó obligatoriamente en 1929. Dollfuss creía que el sistema mejoraría la situación económica y social de los campesinos, a pesar de la amplia oposición de estos a la ley y lo impuso, señal del modelo político provincial, benevolente pero autoritario. La dificultad de aprobar en el Parlamento provincial las medidas que consideraba necesarias empeoró su opinión del sistema parlamentario, y aumentó su tendencia a imponerlas por la fuerza. El método utilizado para redactar esta ley, en la que no era el campesinado en su conjunto sino sus dirigentes los que decidían la conveniencia de la medida y la diseñaban sin consultar a los afectados, y el importante papel otorgado en ella a los campesinos más acomodados reflejaban la forma habitual de trabajo de las organizaciones campesinas.
Otro reto al que se enfrentó Dollfuss fue la necesidad de aumentar la producción agrícola austriaca para tratar de sustituir los alimentos que antes de la guerra provenían de zonas que entonces habían pasado a formar parte de otros países. En particular y gracias a la inversión de parte del crédito de estabilización financiera obtenido de la Sociedad de Naciones en 1922, fomentó la creación de cooperativas de productos lácteos. La producción aumentó considerablemente durante los años en que Dollfuss trabajó en la cámara agraria provincial.
Convertido en director de la cámara agraria en julio de 1927, se labró fama de gran experto en estas cuestiones y destacado asesor del Gobierno en este aspecto. Comenzó a participar en distintos congresos internacionales agrarios como representante austriaco: en Roma en 1928 y en Bucarest en 1929. La Sociedad de Naciones lo nombró experto en agricultura y, como tal, tuvo que organizar numerosos conferencias en varios países europeos. Para conformar el personal de la cámara, se surtió —como hizo más tarde ya como ministro de Agricultura— de miembros de la Cartellverband. Tenía gran habilidad en la gestión de sus subalternos, a los que hacía trabajar duro e imbuyó un espíritu de cooperación y dedicación.
En esta época comenzó a divulgar su preferencia por los acuerdos bilaterales con aranceles reducidos entre naciones cuyas economías se considerasen complementarias, que más tarde aplicó durante su periodo como ministro de Agricultura y luego como canciller. La llegada de la crisis agrícola al país a finales de la década de 1920 hizo que Dollfuss abogase cada vez con mayor vigor por el control de la economía para asegurar la supervivencia de los campesinos. Ya en 1926, recomendó en vano la adopción del sistema de monopolio del comercio del grano que había estudiado en Suiza. Trató además de reconstituir la unidad económica destruida al desaparecer el imperio. Asimismo, firmó acuerdos que aumentaron considerablemente la exportación de madera a Suiza e Italia y protegieron a los productores de cereal y lácteos de la competencia húngara y yugoslava. Este método económico se plasmó en los Protocolos de Roma, rubricados por Austria, Italia y Hungría en 1934. Intentó además alcanzar un acuerdo europeo para proteger la producción agrícola del continente de la competencia externa.

## Al frente de los ferrocarriles nacionales y ministro

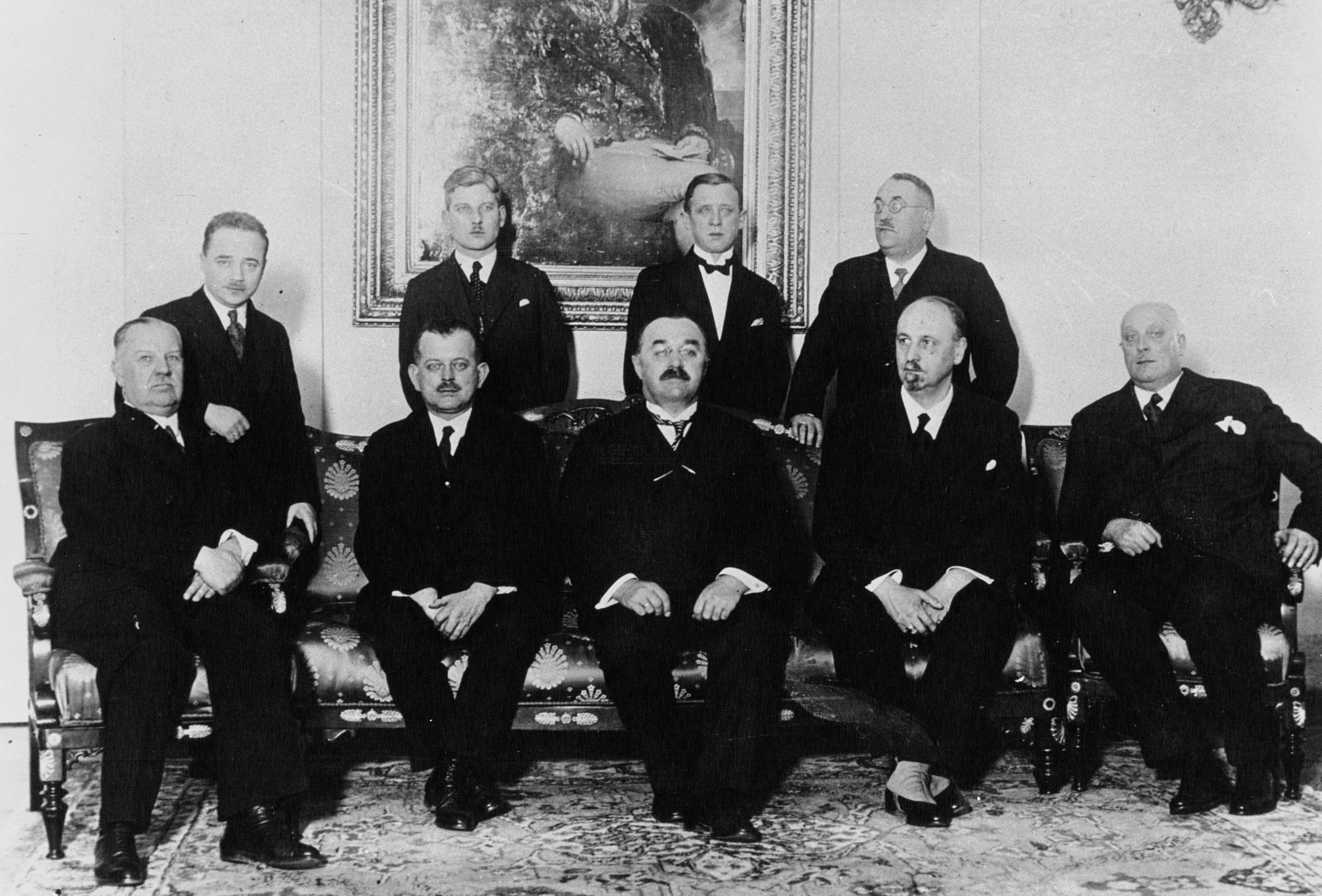
Dollfuss, de pie, en el extremo izquierdo de la segunda fila, como ministro de Agricultura y Comercio del Gobierno Buresch.

Después de fungir como vicepresidente de la compañía ferroviaria estatal —nombramiento eminentemente político para acabar con la influencia socialista en los ferrocarriles nacionales—, que se hallaba en crisis por la corrupción interna de algunos de sus directivos y por el exceso de sinecuras, el 1 de octubre de 1930 se le nombró su presidente, con el objeto de que los reformase. En pocas semanas logró poner en orden la empresa estatal, aunque a costa de nombrar a un director general controvertido; se ganó, sin embargo, la simpatía de la plantilla.
El 18 de marzo de 1931, abandonó la presidencia de los ferrocarriles para ingresar en el Consejo de Ministros como responsable de Agricultura y Bosques en el nuevo gabinete presidido por Otto Ender. En junio de 1931, cuando dimitió este, permaneció como ministro en el nuevo Gobierno de Karl Buresch, al frente del Ministerio de Agricultura y Comercio. Paradójicamente dada su posterior evolución autoritaria, durante la época como ministro la oposición socialista lo consideraba uno de los dirigentes socialcristianos más moderados y dispuestos a pactar con ella.
Tuvo que afrontar la crisis agrícola mundial, que había comenzado a afectar al país en 1927 y que se debía al exceso de producción, que había originado la bajada de los precios agrícolas. Dollfuss aprobó la implantación de una serie de medidas proteccionistas, habituales ya en el continente en aquella época, y se concentró en aumentar la producción agrícola nacional. Creó una subvención a la exportación de mantequilla y mercados centralizados para el ganado, con precios mínimos garantizados. Estabilizó los precios de los productos agrícolas gracias a la intervención estatal, aunque en niveles bastante más bajos que los anteriores a la crisis. Como ministro y más tarde como canciller, trató de extender a todo el país el modelo corporativista centrado en la protección del campesinado que había puesto en práctica anteriormente en la Baja Austria durante la época en la que trabajaba en la cámara agraria provincial. Su objetivo de conservar la viabilidad económica del campesinado pretendía lograrlo mediante la regulación mercantil, método intermedio entre el autoritarismo soviético y el liberalismo que abocaba a la desaparición del campesino tradicional, que no podía competir en el mercado. Con el fin de implantar esta regulación, no descartaba la intervención estatal para aplicar las medidas que creía necesarias y desoía toda oposición. Trató, con escaso apoyo de la Sociedad de Naciones, de abogar por la implantación de un mercado agrícola europeo regulado, para evitar la caída de los precios. Al no crearse este, propuso como sustituto la firma de tratados especiales bilaterales entre países vecinos con condiciones comerciales ventajosas frente a terceros. Deseaba además establecer un sistema europeo de almacenamiento de grano para regular su precio, guardándolo en momentos de oferta excesiva para evitar así la caída de los precios. En junio de 1931 firmó el primer tratado comercial bilateral especial con Hungría, y en julio hizo lo propio con Yugoslavia y Checoslovaquia. Los tratados rebajaban los aranceles a estos países, pero también limitaban sus exportaciones a Austria. Estos tratados cambiaron la estructura del comercio exterior austriaco, aumentando los intercambios con los países danubianos —principalmente Hungría y Yugoslavia— y disminuyendo los que el país realizaba con otras naciones. Esta tendencia se acentuó más tarde, durante el periodo de Dollfuss como presidente del Gobierno, debido a los acuerdos con Italia y Hungría que culminaron con los Protocolos de Roma de 1934. Durante el tiempo que pasó al frente del ministerio, transformó los mercados agrícolas, que quedaron dominados por un grupo de tecnócratas estatales y los dirigentes de las asociaciones campesinas, que impusieron un autoritarismo benévolo con el fin de garantizar la supervivencia del sector.

## Formación del nuevo Consejo de Ministros
Después de la serie de Gobiernos presididos por diferentes dirigentes socialcristianos y el pangermano Schober, el 10 de mayo de 1932 Dollfuss recibió el encargo presidencial de formar un nuevo Consejo de Ministros. Se esperaba que su Gobierno fuese de transición, hasta que alguno de los principales dirigentes políticos austriacos formase un gabinete más duradero; se lo eligió para el cargo por su facultad para conciliar a políticos de diversas formaciones, capacidad que se consideraba fundamental para sostener al Gobierno. El país se encontraba entonces en el peor momento de la crisis económica. La derrota de los socialcristianos en las elecciones locales de abril suscitó la petición de nuevas elecciones de casi todos los partidos (los nacionalsocialistas, muy beneficiados en las votaciones, los socialistas, que se negaron a sostener al Gobierno de sus rivales, los pangermanos y la Heimwehr); la falta de apoyo al canciller hizo que Buresch dimitiese el 6 de mayo pero, al negarse los socialcristianos a convocar nuevas elecciones por temer una gran derrota, el presidente de la república prefirió en cambio encargar la formación de un nuevo gabinete a Dollfuss. A pesar de que la derecha austriaca contaba con mayoría en las Cortes, la tarea de forjar un nuevo gabinete de coalición no resultó sencilla, y Dollfuss no lo logró hasta el 20 del mes. Los socialistas, deseando que se celebrasen nuevas elecciones, rechazaron entrar en el Gobierno; lo mismo sucedió con los pangermanos. Estos, que habían perdido gran cantidad de votos en las elecciones municipales de abril a manos de los nacionalsocialistas, temían perder aún más apoyo popular si permanecían en el Gobierno, especialmente cuando este sopesaba la posibilidad de solicitar un crédito internacional de trescientos millones de chelines a cambio del cual Francia y el Reino Unido exigían que la unión con Alemania se pospusiese otros diez años más —además de los veinte estipulados por los acuerdos económicos de 1922—. Presentaron una larga lista de condiciones a Dollfuss, pero acabaron rechazando su oferta de ingresar en el gabinete el mismo día en que se realizó; los ruegos de Dollfuss al canciller alemán Franz von Papen para que intercediese a su favor ante los pangermanos no dio fruto. Aunque con renuencia, Dollfuss tuvo que recabar el apoyo de la Heimwehr para constituir una mayoría parlamentaria que aprobase las medidas de su Gobierno; incluso con el concurso de esta, el canciller apenas contaba con un voto de ventaja frente a los de la oposición —ochenta y tres diputados de la coalición tripartita contra ochenta y dos de socialistas y pangermanos—.

## Gobierno

### Debilidad en las Cortes
Dollfuss fue investido canciller el 20 de mayo de 1932, como jefe de un Gobierno de coalición de derechas diseñado para abordar los problemas causados por la Gran Depresión. Carecía por completo de experiencia parlamentaria, ya que nunca había sido elegido para escaño alguno: gozaba de experiencia como administrador, no como político electo.
Importantes ministerios se entregaron a los socios de Gobierno: el vicecanciller era el dirigente de la Landbund y la Heimwehr y sus simpatizantes obtuvieron las carteras de Interior, Educación y Comercio. Dollfuss, además de canciller, era ministro de Agricultura y Bosques y de Asuntos Exteriores. A pesar de la alianza tripartita, la mayoría de Dollfuss en el Parlamento era casi inexistente; el nuevo canciller apenas contaba con los sesenta y seis votos de su propio partido, los nueve de la Liga Agraria (Landbund) y los ocho de la Heimwehr: estos eran apenas uno más que los de la oposición. Esta obtuvo en el gabinete un poder desproporcionado, muy superior a su fuerza parlamentaria o al respaldo popular del que gozaba en ese momento. Dollfuss contó también con el decidido apoyo de sus correligionarios de la Cartellverband, muy conservadores, poco numerosos, pero muy influyentes en la derecha austriaca. Fundó su camarilla gubernamental, formada por fieles compañeros de la agrupación, en la organización, muy cohesionada.
La oposición agrupaba a los socialistas —con setenta y dos diputados— y a los pangermanos —con diez—. Además, esta distribución de fuerzas no reflejaba ya las preferencias populares: en las elecciones municipales parciales de finales a abril, los socialdemócratas habían quedado claramente en primera posición y los nacionalsocialistas habían recibido gran número de votos que en anteriores votaciones habían recibido socialcristianos, pangermanos, y agrarios. Mientras los socialistas reclamaban elecciones generales inmediatas para aprovechar su ventaja, los socialcristianos, temerosos de los nacionalsocialistas, que habían obtenido buenos resultados en las elecciones municipales de abril, lograron posponerlas; nunca llegaron a celebrarse, ya que Dollfuss y su sucesor Von Schuschnigg lo impidieron. En octubre de 1932, los socialcristianos aprobaron retrasar las votaciones nacionales hasta la primavera del año siguiente, en contra de los deseos de los socialistas. El 11 de mayo de 1933, Dollfuss pospuso las votaciones hasta noviembre, justificándose afirmando que afectaban al turismo de la temporada, pero en realidad nunca tuvieron lugar. El decreto se aprobó pocos días después de que los nazis venciesen —aunque sin mayoría absoluta— en las elecciones parciales del Ayuntamiento de Innsbruck. A pesar de la aprensión de Dollfuss y del éxito de la propaganda nacionalsocialista a comienzos de 1933 que atrajo a sus filas a gran cantidad de votantes de casi todos los sectores de la población, los nazis nunca lograron el respaldo mayoritario de la población austriaca.
La exigua mayoría parlamentaria de Dollfuss se evidenció ya en los debates sobre el préstamo que obtuvo en Lausana en julio de 1932: el 2 de agosto, superó una moción de censura pangermana únicamente por un empate de votos (ochenta y un favorables y otros tantos contrarios) gracias a una combinación de circunstancias que lo favorecieron. En la posterior votación sobre el préstamo, el Gobierno obtuvo la victoria por un único sufragio. Rechazada por la Cámara Alta, la moción a favor del crédito internacional tuvo que volver a la Baja, en la que el Gobierno volvió a aprobarla con apuros, por dos votos de ventaja (ochenta y dos a ochenta) y nuevamente por una serie de circunstancias que determinaron esta escasa mayoría. Mantener la cohesión del grupo parlamentario de la Heimwehr, crucial para vencer en las votaciones, estaba resultando extremadamente complicado para Starhemberg, por la oposición de parte de los diputados a las medidas gubernamentales. Lo escaso de la mayoría parlamentaria y el ejemplo alemán en el que primero Heinrich Brüning y luego Franz von Papen gobernaban por decreto sin gozar de mayoría en las Cortes sirvió para que el asesor legal del canciller propusiese imitar el modelo alemán y legislar gracias a los poderes del presidente, que ya en septiembre comenzó a sopesar tal posibilidad. Dollfuss, disgustado con el funcionamiento del Parlamento y con la oposición de los socialistas, barruntaba sobre la viabilidad de la democracia austriaca.
Los debates presupuestarios de 1933 crearon dificultades al canciller, nuevamente por su exigua mayoría en la Cortes. Para incrementar esta, comenzó a negociar secretamente con algunos diputados pangermanos, preocupados por perder sus escaños en unas posibles elecciones, para los que creó nuevas secretarías de Estado.
Su reformismo inicial fue dando paso, como había sucedido con su predecesor tanto en el partido como en la Presidencia del Gobierno, Ignaz Seipel, a una defensa del autoritarismo y de la implantación de un Estado corporativista. Dollfuss, que visitó al moribundo Seipel poco después de tomar posesión como canciller y le informó tanto de su éxito en las negociaciones financieras para obtener de las grandes potencias el nuevo crédito de estabilización como de sus planes gubernamentales, obtuvo el respaldo del enfermo excanciller, que falleció poco después. Este apoyo aumentó el prestigio del primer ministro entre aquellos que habían seguido al sacerdote.

### Gestión económica
Las políticas deflacionistas eran recibidas con gran hostilidad, dentro del Parlamento y fuera. Dollfuss, a pesar de las medidas que puso en marcha, no pudo acabar con la Gran Depresión, la segunda gran crisis económica que había aquejado al país durante el periodo de entreguerras y que se hallaba en su punto culminante cuando alcanzó la Presidencia del Gobierno. A pesar de ello, la crisis económica fue la primera prioridad que se fijó Dollfuss al tomar posesión, como reflejó el programa gubernamental presentado el 27 de mayo. En el verano de 1932, el PIB había disminuido hasta el nivel del de 1924, el comercio exterior era la mitad del de 1928 y la producción industrial se había reducido en un tercio. El país tenía en paro a 545 000 personas —un 27 % de la población activa— y solo el 57 % de ellas contaba con una pequeña prestación por desempleo. El aumento del paro también incidía en el presupuesto nacional, que necesitaba muchos más fondos para paliar el apuro de los parados; en 1932, el ministro del ramo calculaba que el Gobierno tendría que aumentar en unos cien millones la partida destinada a los desempleados.
En julio de 1932, el gabinete propuso poner en marcha un sistema de trabajo voluntario para parados, que recibirían un chelín diario a cambio de participar en obras públicas. El proyecto copiaba uno ya existente en Alemania. Se proponía además la entrega de parcelas de subsistencia a parados para que pudiesen cultivar sus propios alimentos. A pesar de la oposición de los socialistas —principalmente al trabajo en obras públicas, que consideraban trabajos forzosos— el Parlamento aprobó el proyecto de ley el 18 de agosto. Los intentos de equilibrar el fondo para los pagos a parados fracasaron: en julio el Gobierno realizó una nueva aportación extraordinaria y subió ciertos impuestos para sufragarla, pero en el otoño tuvo que aportar otros ciento cincuenta millones más. Las contribuciones extraordinarias gubernamentales se convirtieron en permanentes y aumentaron de cuantía. Aunque en abril de 1933 el Gobierno propuso un nuevo plan de empleo público para aumentar la actividad en obras públicas de los parados, los socialistas lo criticaron como claramente insuficiente. Estos condenaron también el aumento de los impuestos indirectos que el Ejecutivo realizaba para cubrir los nuevos gastos, ya que estos afectaban sobre todo a los más pobres.
| Población activa por sectores (1932, en miles)          |
|                                                         |
| Según Rath, p. 67. 1 Industria 2 Comercio 4 Agricultura |

La situación financiera también era grave: a pesar de que se seguían renovando los dos grandes créditos internacionales que sostenían al país desde la quiebra del Creditanstalt en mayo de 1931, el Gobierno se hallaba en una situación apurada. En enero de 1932 tuvo que decretar el pago en dos partes de los sueldos de los ferroviarios y reducir su importe. Antes de dimitir, Buresch había realizado una petición de auxilio urgente a la Sociedad de Naciones que, sin embargo, no fue atendida. A pesar de los recortes de gastos y subidas de impuestos realizados por Buresch a petición de la Sociedad, en la primavera aún no se había entregado el esperado crédito de estabilización. Con las reservas del Banco Nacional peligrosamente escasas y con el fin de acuciar a la Sociedad para que aprobase por fin la entrega del dinero, el 20 de junio el canciller anunció que era probable que Austria no pudiese seguir pagando los intereses de sus préstamos. Casi de inmediato, el Reino Unido e Italia expresaron su disposición a participar en un préstamo de trescientos millones de chelines.
Después de tres semanas más de espera, Dollfuss decidió acudir a Lausana (20 de junio) y, en tres semanas de negociaciones con las potencias, obtuvo el ansiado préstamo internacional de estabilización de trescientos millones de chelines a veinte años el 15 de julio. El acuerdo contenía diversas condiciones para Austria: la obligación de seguir pagando los intereses de sus préstamos, el equilibrio del presupuesto estatal y el de los ferrocarriles nacionales y la aceptación de supervisores extranjeros en las reformas económicas y en el gasto del crédito. Tanto nacionalsocialistas como pangermanos, socialistas y parte de la Landbund rechazaron el pacto de Lausana. Starhemberg también se mostró contrario a las condiciones del préstamo y volvió a sopesar eliminar a Dollfuss y formar un Gobierno encabezado por Rintelen y sostenido por la Heimwehr, pero Italia, que participaba en el crédito, vetó el plan. Después de ciertas dificultades, los diputados de la Heimwehr se comprometieron a aprobar el protocolo de Lausana. A cambio, no obstante, la formación exigió que uno de sus hombres de confianza —finalmente Emil Fey— quedase a cargo de las fuerzas de seguridad, nombramiento que efectivamente se produjo el 17 de octubre. Tras ciertas reticencias de las potencias por la evolución autoritaria del canciller —cada vez más dependiente de la Heimwehr—, estas entregaron el montante del préstamo a comienzos de agosto de 1933, sin imponer condiciones políticas ni exigir a Dollfuss que restaurase el Parlamento o el poder del Tribunal Constitucional.
En cualquier caso, en este importante aspecto, el económico, el canciller realizó notables logros en los dos años de mandato: estabilizó el presupuesto, que cuando llegó al poder tenía un déficit de trescientos millones de chelines; consiguió que los depósitos bancarios recuperasen el montante anterior a la crisis —durante esta, se habían retirado el 20 % del total—; redujo el número de desempleados —377 000 personas en el peor momento de su gobierno— en 54 000; redujo considerablemente el dinero en circulación y el déficit de la balanza comercial menguó —del 25 % al 19 %—. Las medidas conservadoras aplicadas para tratar de afrontar la honda crisis económica lo enemistaron, sin embargo, con los socialistas.
Las medidas para mantener los precios agrícolas, efectivos en algunos casos, le granjearon la enemistad de los consumidores, afectados también por la Gran Depresión, y acentuaron las diferencias entre socialistas y socialcristianos. En general, favoreció los intereses del campo a costa de los de la ciudad. Aplicó controles en la producción y en la comercialización de los productos agrícolas además de firmar tratados comerciales con cláusulas que protegían ciertos artículos de la competencia extranjera. Logró aumentar el porcentaje de productos agrícolas de origen nacional, pero únicamente gracias a la enorme reducción de las importaciones y del consumo. Las medidas gubernamentales beneficiaron a los campesinos que producían para la exportación y a los que vendían leche, pero no tanto a aquellos con pequeñas parcelas; la situación de aquellos que residían en las zonas más montañosas del país, por el contrario, empeoró. Llevó a cabo una política proteccionista y de ayudas públicas de la agricultura austriaca —los labradores del este del país eran la base de su poder—, que la Sociedad de Naciones permitió para coadyuvar en el mantenimiento de su gobierno. Aunque afirmó desear ayudar al conjunto de la población, sus medidas se concentraron principalmente en el agro austriaco, que consideraba la parte fundamental de la economía nacional.
En un proceso que había comenzado ya durante su época como ministro de Agricultura, modificó la estructura del comercio exterior austriaco y lo concentró en una serie de países cercanos. Este cambio se acentuó con la firma de los Protocolos de Roma, rubricados en realidad más por motivos políticos que económicos. El deseo de Dollfuss de que se forjase una unión económica europea o al menos centroeuropea —compartido por otros políticos de la región como el checoslovaco Edvard Beneš— no se vio satisfecho, tanto por la oposición de Mussolini como por las tensas relaciones políticas de los países de la zona. Paulatinamente, Dollfus fue ampliando el control estatal del comercio exterior e intentó que menguasen las importaciones.

### Malas relaciones con la oposición

#### Infructuosos intentos de conciliación
En sus primeros meses de mandato, Dollfuss no mantuvo malas relaciones con los opositores socialistas —a los que afirmó desear incluir en el futuro en el Consejo de Ministros— ni planteó el fin del sistema parlamentario democrático. Durante cinco meses, gobernó de manera democrática, y no se esperaba que fuese a acabar con el sistema parlamentario. Los socialistas, que hasta su toma de posesión le habían considerado un demócrata dispuesto a lograr la cooperación de obreros urbanos y campesinos, creyeron sus promesas de colaboración con la oposición. Esperaban que en algún momento, Dollfuss formaría un Gobierno que los incluiría.
Los sucesivos intentos de la dirección socialista moderada de alcanzar un acuerdo con el Gobierno fracasaron, por el continuo rechazo de Dollfuss a pactar con la oposición. Repudiaba cada nueva concesión como insuficiente. Los socialistas, por su parte, se oponían al nuevo crédito internacional que el anterior Gobierno había solicitado de forma general —realizando una petición de ayuda a las grandes potencias— y que Dollfuss logró tras negociar en Suiza. El 15 de julio de 1932, las potencias concedieron finalmente un nuevo crédito de trescientos millones de chelines, que debía servir para aumentar las exiguas reservas austriacas de divisas. El crédito, que debía devolverse en veinte años, conllevaba alargar las condiciones políticas —que impedían la unión con Alemania— del anterior acuerdo de estabilización económica de 1922. Socialistas y pangermanos rechazaron el acuerdo, y trataron de desbaratarlo en las Cortes, posiblemente para precipitar al mismo tiempo la renuncia de Dollfuss. En las votaciones que se sucedieron, Dollfuss logró aprobar el crédito, pero con enormes dificultades que evidenciaron la debilidad gubernamental en el Parlamento: en la primera votación, oposición y Gobierno empataron a ochenta y un votos; en la segunda, hubo mayoría gubernamental de un voto —ochenta y uno a ochenta, por la ausencia de un diputado opositor—; en la tercera, causada por el veto socialista a la segunda en el Consejo Federal que devolvió la moción a la Cámara Baja, Dollfuss logró una mínima victoria —ochenta y dos votos favorables frente a ochenta contrarios a la propuesta gubernamental—. A pesar de la palmaria debilidad parlamentaria del Ejecutivo y de la decidida oposición de los partidos que no lo respaldaban, Dollfuss no se atrevió a convocar nuevas elecciones.
En el otoño, Dollfuss trató de granjearse el respaldo de los pangermanos para poder así deshacerse de la Heimwehr que amenazaba con abandonar el Consejo de Ministros si no obtenía el cargo de secretario de Estado de Seguridad para Emil Fey. Dollfuss llegó a solicitar la ayuda del canciller alemán, Von Papen, para que encareciese a los pangermanos la conveniencia de ingresar en el Consejo de Ministros; su enviado al primer ministro alemán insinuó la necesidad de reforzar la mayoría parlamentaria gubernamental para evitar que el país tuviese que estrechar relaciones con Italia y Hungría y alejarse de Alemania. Los pangermanos, convencidos de que cualquier apoyo directo al canciller supondría la pérdida de las simpatías de su menguante base electoral, rehusaron apoyar a Dollfuss, que tuvo que ceder a las exigencias de su socio de gobierno para mantenerse al frente de este. El 17 de octubre, un día después de que el canciller participase por primera vez en una gran manifestación de la Heimwehr en la capital junto al embajador italiano, Fey obtuvo el ansiado cargo. El canciller mantuvo se mantuvo como ministro del ramo. El nombramiento de Fey —que prohibió pronto las manifestaciones socialistas y nacionalsocialistas utilizando un grave enfrentamiento con muertos sucedido en la capital la víspera de su nombramiento— y el uso por primera vez del decreto de 1917 más adelante tan utilizado por Dollfuss empeoraron intensamente las relaciones entre este y la oposición socialista. Contrario a convocar elecciones que probablemente hubiesen supuesto un serio contratiempo para su partido y hubiesen hecho de los nacionalsocialistas el socio clave para cualquier liga gubernamental que excluyese a los socialistas, incapaz de forjar una alianza con estos, tanto por el rechazo socialista como por la de su propia formación, el canciller se volvía cada vez más y más dependiente de la Heimwehr. Si hasta el nombramiento de Fey los socialistas habían tolerado tácitamente su gobierno, la relación entre las dos partes fue deteriorándose rápidamente a partir de ese momento; la Heimwehr, por su parte, exigía la ruptura de relaciones con la oposición socialista.
La tensión creciente se evidenció en la sesión parlamentaria que tuvo lugar pocos días después del nombramiento de Fey, el 20 y 21 de octubre, en la que los coligados gubernamentales lograron derrotar una moción de censura socialista y posponer las elecciones hasta al menos la primavera del año siguiente, pero en la que también quedó clara la incapacidad de Dollfuss para trabajar en el duro entorno parlamentario y su incomodidad al defender al entrega de las tareas de seguridad a Fey.

#### Escándalo Hirtenberg y disolución del Parlamento

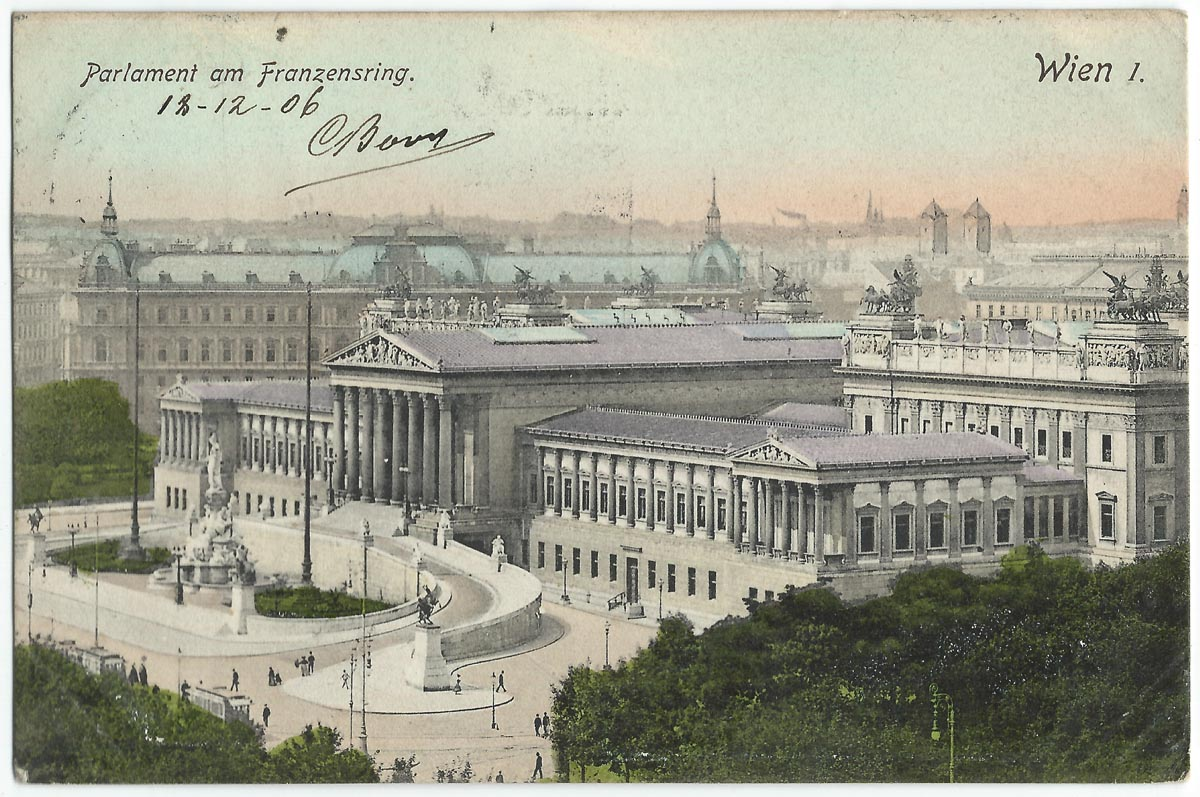
Edificio del Parlamento austriaco a principios del siglo xx. Dollfuss aprovechó una agitada sesión de marzo de 1934 en la que dimitieron todos sus presidentes para comenzar a gobernar por decreto utilizando una ley del periodo bélico que no se había abolido.

Un nuevo motivo de discordia entre Dollfuss y los socialistas fue el escándalo Hirtenberg, que estalló cuando unos ferroviarios socialistas encontraron armas que se estaban transportando clandestinamente de Italia a Hungría, con la cooperación de la Heimwehr. La noticia, publicada en enero de 1933, desató un escándalo internacional, perjudicial para la reputación del país. El revuelo complicó la recepción del préstamo aprobado en Lausana en el verano de 1932, pues los socialistas franceses se negaron a votar a favor de su concesión en las Cortes hasta que se aclarase (Dollfuss trató en vano de que Hitler aceptase sustituir a Francia en el crédito, ya que este exigió el ingreso de nacionalsocialistas en el Consejo de Ministros y la dimisión de Dollfuss).
La disolución del Parlamento, importante hito en la evolución fascista del Gobierno, resultó de un conflicto laboral con los ferroviarios. El ministro de Transportes ya había advertido en septiembre de 1932 de la dificultad de pagar los sueldos a los empleados por las grandes deudas de los ferrocarriles nacionales. En febrero de 1933, el Ejecutivo anunció, sin consultar a los sindicatos, que el sueldo del mes siguiente se pagaría en tres plazos, si se encontraban los fondos necesarios. Los sindicatos reaccionaron convocando una protesta. El 25 de febrero, la reunión entre el ministro del ramo y los representantes sindicales para desconvocar la huelga fracasó por la intransigencia del sindicato pangermano; el ministro decidió, con la aquiescencia de sus colegas de gabinete, amenazar con la aplicación de un decreto imperial de 1914 que castigaba a los huelguistas con penas de prisión. La huelga se llevó a cabo el 1 de marzo y varios huelguistas fueron detenidos; los socialistas reclamaron entonces una sesión de las Cortes para el 4 de marzo para debatir la situación y exigir el pago de los ferroviarios y la liberación de los arrestados.
Tras la aprobación el 4 de marzo de 1933, por un voto, de una moción de la oposición pangermana —parecidísima a otra socialista presentada en la misma sesión— contraria a la postura del Gobierno, que pretendía penalizar a unos trabajadores que habían participado en una huelga de ferrocarriles, Dollfuss decidió disolver el Parlamento y tras lograr el apoyo del presidente Wilhelm Miklas, comenzó a gobernar por decreto. Los tres presidentes de la Cortes —un socialista, un socialcristiano y un pangermano— habían dimitido durante la tensa sesión y Dollfuss, en vez de reunirlo de nuevo, decidió deshacerse de la institución y con ella tanto de la oposición socialista como de la amenaza de un Parlamento controlado por los nacionalsocialistas. Dollfuss dudó al principio de la conveniencia de suprimir el Parlamento, pero los principales dirigentes socialcristianos, reunidos el 5 de marzo, se mostraron decididos a ello y obtuvieron el beneplácito pasivo del presidente de la república. El miedo a una victoria electoral nacionalsocialista, que también coadyuvó en la eliminación de las Cortes, creció el mismo día cuando se conoció la noticia del triunfo de Hitler y sus aliados del DNVP en las votaciones de ese día, en las que obtuvieron un 52 % de los sufragios —288 de los 647 diputados, 168 más que los socialdemócratas, el segundo partido—. Al rechazo del canciller al proceso parlamentario se unió el temor de que, si se reunían de nuevo las Cortes, estas aprobarían una convocatoria electoral que favorecería a los nazis. La medida contó asimismo con el decidido apoyo de la Heimwehr y de los Gobiernos italiano y húngaro. Miklas, al que Renner solicitó que reuniese al Parlamento, se negó si no era con el acuerdo de todos los partidos, algo imposible dada la determinación de los socialcristianos de gobernar sin él. El presidente de la república también deseaba imponer nuevos cambios constitucionales que aumentasen sus poderes y redujesen los del Parlamento.
El régimen instaurado por él y que duraría hasta 1938 a menudo se llamó austrofascismo. La forma de Estado que instauró fue llamada Ständestaat («Estado estamental»). El 7 de marzo de 1933, el Gobierno se proclamó, junto con el presidente de la república, principal institución del Estado ante la crisis parlamentaria, prohibió las reuniones públicas —en la práctica continuaron las de los socialcristianos y la Heimwehr— y las manifestaciones e instauró la censura de prensa. Según el anuncio gubernamental, el Ejecutivo no se negaba a que se volviese a reunir el Parlamento, pero esto no sucedió: cuando su último presidente trató de retomar la sesión del 4 de marzo, el Gobierno envió a la policía para impedirlo. La posibilidad de gobernar por decreto sin contar con las Cortes se justificaba en una medida aprobada por el desaparecido Gobierno imperial austrohúngaro durante la Primera Guerra Mundial, en julio de 1917. Miklas accedió a que Dollfuss siguiese al frente del Ejecutivo y gobernase mediante decretos. Una vez instaurado este sistema de gobierno por decreto, Dollfuss nunca lo abandonó ni buscó seriamente la resurrección de las Cortes democráticas.

#### Represión de la oposición y dependencia de la Heimwehr
A pesar de formar parte del Gobierno, la Heimwehr no dejó de maquinar para hacerse con el poder por la fuerza, confabulada con Mussolini, algunos políticos afines como Anton Rintelen y militares como el general Gustav Geng. En el verano de 1932, tramaba dar un golpe de Estado con ayuda de los ministros afines en caso de que Dollfuss no obtuviese el ansiado préstamo de la Sociedad de Naciones y decidiese disolver la alianza derechista y forjar una con los socialdemócratas para lograrlo. En caso de que consiguiese el crédito, los conspiradores, con la ayuda de Geng y Ach que proveerían armas, pensaban desplegar las unidades de la Heimwehr por el país e implantar la dictadura tras declarar el estado de sitio con la excusa de tener que aplastar unos disturbios imaginarios. Los dirigentes de la Heimwehr temían que un pacto de Dollfuss con los socialistas les privase de toda influencia política.
La situación de Dollfuss en 1933 se asemejaba a la de Franz von Papen el año anterior en Alemania: tratando de instaurar un gobierno autoritario, carecía por sí mismo del apoyo necesario para mantenerlo. Dollfuss necesitaba contar bien con el apoyo de las milicias nacionalistas de la Heimwehr —carecía de un grupo armado propio—, apoyadas por Italia, bien con los nacionalsocialistas respaldados por el nuevo Gobierno alemán. Así, en abril comenzó sus negociaciones con Mussolini, tratando de recabar el apoyo italiano y, con él, el de la Heimwehr.

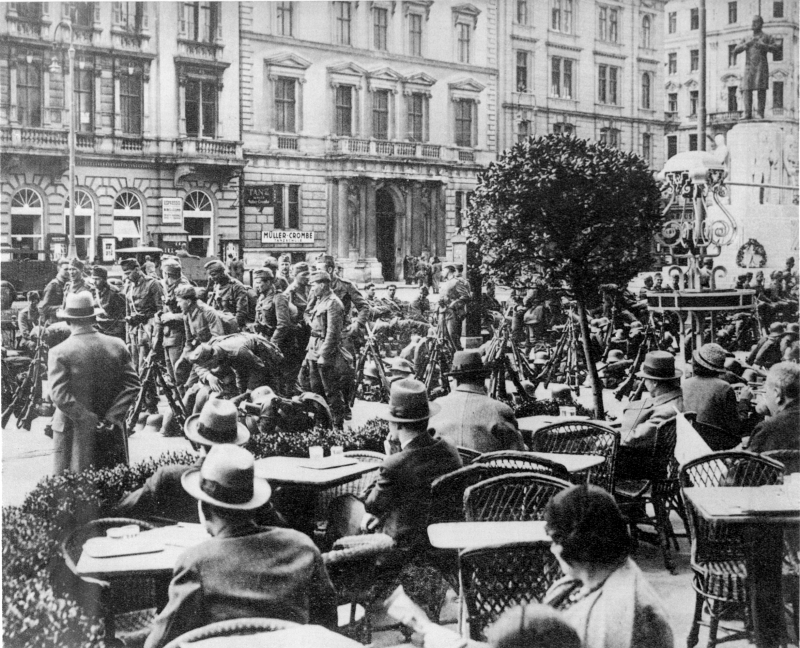
Tropas desplegadas en Viena para impedir la celebración del Primero de Mayo en 1933.

A lo largo de la primavera de 1933, fue aplicando diversas medidas que desataron la ira de los socialistas que, sin embargo, se limitaron a criticarlas con vehemencia. Las negociaciones entre el canciller y los socialistas para que estos aprobasen las reformas constitucionales y parlamentarias que Dollfuss deseaba implantar —corporativistas, que limitaban el papel de las Cortes— fracasaron. El 9 de marzo, en una reunión de los principales dirigentes del partido socialcristiano, se había acortado no restaurar el Parlamento ni convocar nuevas elecciones, utilizando como justificación la amenaza nazi. Los socialistas, salvo exigir la convocatoria de nuevas elecciones y protestar por las medidas gubernamentales, mantuvieron una oposición moderada, no queriendo facilitar la toma del poder de los nacionalsocialistas, sin abandonar por ello la exigencia de restaurar el gobierno parlamentario. Aunque las bases y los sindicatos estaban dispuestos a llevar a cabo una huelga general, la dirección del partido decidió no arriesgarse a desencadenar una guerra civil. En el intento de resucitar la Cámara Baja del 15 de marzo que acabó con la intervención de la policía y que no contaba con el beneplácito de los partidos gubernamentales, los socialistas, tras intensos debates, decidieron no intervenir con las armas. Dollfuss, aunque aún sin una idea clara del sistema corporativo que desea establecer, sí tenía claro, como el resto de la dirección del partido, su deseo de eliminar la democracia austriaca. La transformación autoritaria contó con el respaldo de la Heimwehr y del fascismo italiano.
A la disolución del Parlamento le siguió la prohibición de la tradicional manifestación del Primero de Mayo —al tiempo que se autorizaba una «celebración patriótica» de la Heimwehr poco después— y, el 31 de marzo, la de la Liga de Defensa Republicana. El alcalde socialista de la capital, Karl Seitz, trató de prohibir a su vez a la Heimwehr vienesa, pero Dollfuss anuló la prohibición; nuevamente, los socialistas no se alzaron en armas contra la medida gubernamental. Aunque la Liga pasó a la clandestinidad y continuó armándose, la falta de reacción al acoso del Ejecutivo minó paulatinamente a los socialistas. La conferencia extraordinaria del partido celebrada en abril, mientras Dollfuss se hallaba en Italia, decidió no ordenar un alzamiento, a pesar del deseo de parte de la organización de enfrentarse militarmente al canciller. Al día siguiente de la prohibición de la celebración del Primero de Mayo, el 12 de abril, un nuevo decreto prohibió las huelgas en las empresas estatales y todas aquellas que no tuviesen como objetivo la mejora de las condiciones económicas de los huelguistas. El grueso de la represión gubernamental en esta época se dirigió contra los socialistas, no contra los nazis, con los que el Gobierno fundamentalmente competía por el favor popular. Estas medidas pretendían también recabar apoyo popular para las formaciones gubernamentales en las inminentes elecciones municipales en Innsbruck, que finalmente supusieron un gran contratiempo para estas. Los nacionalsocialistas obtuvieron buenos resultados y redoblaron las exigencias de elecciones nacionales: la reacción de Dollfuss fue prohibir toda votación durante seis meses.
Justificando la acción por la presión alemana —Hitler había implantado un costoso visado a los turistas alemanes que deseaban viajar a Austria para socavar esta importante fuente de ingresos—, abolió los partidos políticos existentes y fundó uno nuevo, el Frente Patriótico, supuesto movimiento nacional. En realidad, la organización fue un fracaso: logró revitalizar algo la unión de las diversas formaciones políticas de la derecha austriaca, pero no obtuvo la simpatía de la izquierda. Lo componían fundamentalmente los socialcristianos, que se presentaban entonces como patriotas austriacos frente a la amenaza alemana. Más que una gran organización que contase con las simpatías populares, se trataba de una agrupación estatal de los partidos burgueses, creado para contrarrestar el gran respaldo del que gozaban los socialistas. En parte, el fracaso del frente fue culpa del canciller, que no puso los medios necesarios para organizar el nuevo partido. El primer presidente del partido resultó ser un mal organizador y un criptonazi, que tuvo que ser sustituido; en Viena, la organización quedó en manos de los pangermanos y algunos judíos, mientras que esta sección no tenía coordinación alguna con las de las provincias, que se encontraban aisladas entre sí y de la de la capital. Al hacer la pertenencia a la organización prácticamente obligatoria para todo austriaco, el Gobierno debilitó la organización, a la que se afiliaron numerosos nacionalsocialistas para utilizarla para encubrir sus actividades. Aunque fundado oficialmente el 20 de mayo, una semana después de una gran manifestación gubernamental que entusiasmó a Dollfuss a pesar de que la oposición la ridiculizó, en realidad no se organizó realmente hasta muchos meses después. Una de las metas del canciller al crear el frente era recuperar el control de la fracción moderada de su propio partido —que había conseguido evitar que obtuviese su presidencia escogiendo a Vaugoin para el puesto— y subordinar a la Heimwehr, pero no pudo lograrlo.

### Problemas con Alemania y apoyo italiano

#### Hitler en el poder, indiferencia franco-británica y auxilio italiano

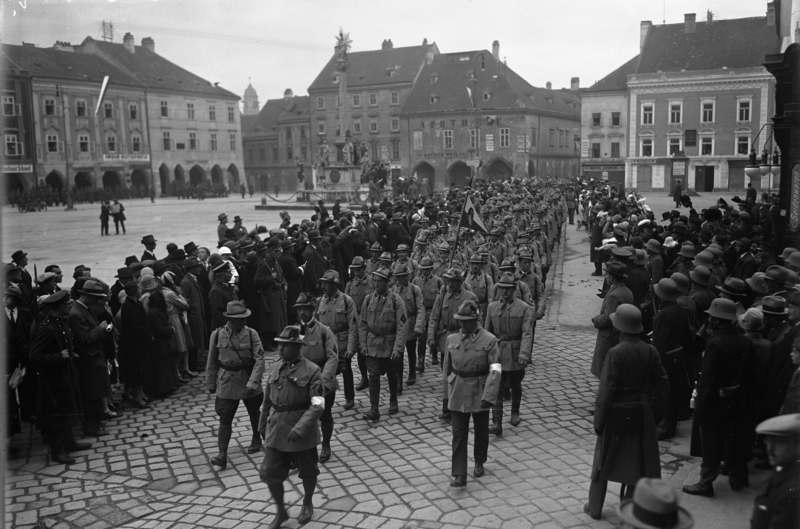
Desfile de miembros de las milicias de la Heimwehr, incómodo socio de gobierno de Dollfuss

La agitación nazi precedió a la toma de posesión de Hitler como primer ministro alemán: ya en la primavera, el verano y el otoño de 1932 los nacionalsocialistas austriacos habían tratado de crecer, hacer caer el Gobierno de Dollfuss y precipitar la anexión del país a Alemania, tanto mediante la propaganda como con el uso de la violencia. El nombramiento de Hitler como canciller alemán en enero de 1933 debilitó aún más la posición de Dollfuss. Alemania, como parte de su estrategia para hacerse con el poder en Austria, empezó a financiar a los pangermanos en la primavera de 1933. Los nacionalsocialistas austriacos también se vieron favorecidos por la llegada al poder de su caudillo, que empezó a enviarles ayuda desde Alemania, tanto a través de las instituciones del Estado como a través del partido. En la Heimwehr, la asunción de la Cancillería agravó las disensiones entre los distintos grupos, parte de los cuales deseaban llegar a un acuerdo con los nacional socialistas. Dollfuss, deseoso de encontrar un contrapeso exterior a la presión alemana, acudió a Mussolini, al que visitó en abril de 1933. Francia y Gran Bretaña, por su parte, se limitaron fundamentalmente a esperar que el mandatario italiano se encargase de proteger la república de los planes alemanes y apenas intervinieron en la disputa austro-germana, que rápidamente empeoró las relaciones diplomáticas y para finales de la primavera había eliminado el comercio entre las dos naciones. Ante la necesidad de respetar en apariencia la independencia austriaca, los nacionalsocialistas optaron por la agitación y la exigencia de elecciones como método para hacerse con el poder en el país. Trataron de compeler al canciller a organizar nuevas votaciones nacionales, convencidos de que obtendrían unos resultados que obligarían a incluirlos en el futuro Gobierno, en el que exigirían el control de la policía y del sistema judicial y la exclusión de Dollfuss.
Ante la llegada de Hitler al poder en Alemania, Mussolini intentó afianzar su influencia en Austria y Hungría. Ya meses antes, entre octubre y diciembre de 1932, había abogado con cierto éxito junto con el presidente del Gobierno húngaro Gyula Gömbös por que Dollfuss implantase un sistema gubernamental autoritario. Hitler comenzó a amenazar la independencia austriaca desde finales de la primavera de 1933. En abril de 1933, Dollfuss alcanzó un acuerdo con el dictador italiano prometiendo la reforma de la Constitución para amoldarla al modelo fascista y su apoyo a la creación de un bloque económico que englobase Italia, Hungría y Austria, a cambio del apoyo del italiano frente a la presión alemana. A partir de entonces Mussolini fue el principal valedor de la independencia austriaca y gozó de la mayor influencia en el régimen. El apoyo francés y británico al mantenimiento de la independencia fue tibio y no logró comprometer a Dollfuss a respetar la Constitución ni a consultar con el partido socialista sus políticas, a pesar de que el nuevo crédito internacional que debía reflotar la economía austriaca tras la grave crisis de 1931 dependía del beneplácito de estas potencias.

#### Subversión nacionalsocialista y represión gubernamental
Durante la primavera, Habicht decidió utilizar las negociaciones con el Gobierno para tratar de debilitarlo; estas fracasaron ya que ni Habicht estaba dispuesto a aceptar los dos ministerios que le ofrecía Dollfuss ni este a convocar las elecciones que reclamaban los nacionalsocialistas, entregarles el Ministerio de Seguridad y eliminar a la Heimwehr del Gobierno. A pesar de la reticencia de socialcristianos y de la Heimwehr a enfrentarse a los nacionalsocialistas, con los que habían esperado poder pactar, la intransigencia de estos, evidenciada en la posición negociadora de Habicht y en la subversión de sus seguidores, los forzó a ello. La presión alemana aumentó a finales de la primavera de 1933. Hitler ya había aumentado considerablemente los aranceles de diversas exportaciones austriacas durante su primer mes al frente de la Cancillería y, a finales de abril, acabó con las negociaciones que se estaban llevando a cabo para establecer un tratado de comercio entre los dos países. A la gran manifestación progubernamental del 14 de mayo los nazis contrapusieron la visita de dos jerarcas alemanes: los ministros de Justicia del Reich y el de Baviera, que participaron en varias concentraciones de sus partidarios. Poco después, este último, Hans Frank, fue expulsado sin miramientos por el Gobierno austriaco por sus declaraciones subversivas. Fracasadas las negociaciones con Habitch en las que había participado como intermediario, Rintelen, futuro candidato a canciller de los golpistas del julio de 1934, dimitió y en agosto marchó a Roma como embajador.
El 27 de mayo, Alemania impuso un visado de mil marcos a los turistas alemanes que deseasen visitar Austria, perjudicando así el turismo austriaco, muy importante para las provincias alpinas de oeste del país. La medida, que iba acompañada por el boicoteo a diversas exportaciones austriacas que pusieron fin al comercio bilateral, tenía como meta desbaratar la economía austriaca y causar la caída del Gobierno. Tras regresar de una nueva visita a Italia el 6 de junio, Dollfuss prohibió el diario nacionalsocialista Völkischer Beobachter durante un año y aprobó un nuevo decreto que aumentaba la censura de la prensa. A la agitación terrorista nazi que completó el acoso económico el Gobierno respondió con represión policial.
Pocas semanas después, a mediados de junio de 1933, después de una semana plagada de atentados, Dollfuss prohibió las actividades del partido nazi y envió a prisión a más de mil de sus militantes, aunque la mayoría de estos pasó a la clandestinidad y la dirección se refugió en Alemania. Un ataque con granadas que produjo dos muertos y trece heridos precipitó la prohibición, decidida en un consejo de ministros extraordinario el 19 de junio. La dirección de la represión gubernamental recayó principalmente en Emil Fey, ya que Dollfuss se hallaba en Londres asistiendo a la Conferencia Económica de Londres. El Gobierno italiano aprobó la acción, si bien aconsejó a Dollfuss que evitase en lo posible enfrentarse a los nazis. La medida afectaba al partido nazi y a las organizaciones anejas, como la Heimatschutz de Estiria. El Gobierno deportó a Habicht y a más de un millar de austriacos y algunos alemanes y confiscó sus bienes. Perdieron sus escaños en las instituciones austriacas (Parlamentos provinciales y ayuntamientos). La prohibición del partido nazi produjo un recrudecimiento de la presión alemana sobre el Gobierno austriaco: comenzó una campaña de propaganda radiofónica desde Baviera y el lanzamiento de octavillas, que condujo a las protestas del Gobierno y al nerviosismo en el Ministerio de Asuntos Exteriores alemán, contrario a estas medidas. La campaña de terrorismo nacionalsocialista fracasó en su objetivo de dañar la economía austriaca —en especial, el turismo— y de forzar la dimisión del canciller, aunque hizo a este más dependiente de la Heimwehr —el Ejército era demasiado pequeño para aplastar desórdenes importantes—. En cierto modo, fue contraproducente: el acoso alemán permitió a Dollfuss presentarse como una víctima en la conferencia londinense, obtener por fin los ansiados fondos del préstamo de Lausana, atraer turismo occidental para compensar la desaparición del alemán y aumentar las exportaciones a Italia. Ante la evidente falta de consecuencias del método, Hitler descartó seguir utilizándolo en agosto. Prohibidas las marchas, manifestaciones y publicaciones, los nacionalsocialistas acentuaron la agitación clandestina, pero sin resultado. El Gobierno implantó una serie de medidas represivas contra los nacionalsocialistas que incluyeron la creación de tribunales especiales, el despido de los funcionarios sospechosos de simpatizar con ellos o de pertenecer a la organización prohibida y la restauración de la pena de muerte por la posesión de explosivos.
En octubre se abrió el primero de los cuatro campos de concentración austriacos —con condiciones mucho menos severas que los alemanes—, el de Wöllersdorf, al que fueron a parar varios miles de nacionalsocialistas y algunos cientos de socialistas. Mussolini, decidido a mantener su promesa de protección a Dollfuss —que contrastaba con la indiferencia práctica de los Gobiernos británico y francés—, condenó abiertamente las acciones de los nazis austriacos y expresó la intención italiana de no permitir que se amenazase la independencia del país. El 1 de julio, envió a Dollfuss una carta en la que exponía la evolución profascista que esperaba que este llevase a cabo en Austria, a la que el canciller respondió en términos vagos días después.

#### Infructuosos tratos con los nazis
Las medidas represivas no supusieron el fin de los contactos entre Dollfuss y los alemanes: hasta su asesinato trece meses más tarde siguió intentando infructuosamente llegar a un acuerdo con Berlín que pusiese fin a las desavenencias entre los dos países. Dollfuss creía que un acuerdo con la oposición nacionalsocialista y su valedor alemán le permitiría aminorar su dependencia de la Heimwehr y de Italia. Los sucesivos intentos de conciliación fracasaron. La gestión del conflicto quedó, en Alemania, en manos de Theo Habicht, diputado del Parlamento alemán, deportado de Austria por sus actividades a finales de la primavera de 1933. Habicht formó un Ejército austriaco de unos quince mil hombres para presionar al Gobierno austriaco, aunque nunca llegó a invadir la república alpina. A comienzos del verano, los enviados de Dollfuss se entrevistaron con Habicht, que presentó condiciones imposibles de aceptar para el canciller austriaco, entre ellas el nombramiento de un nacionalsocialista como ministro de Seguridad o la destitución de los caudillos de la Heimwehr del Consejo de Ministros. Un nuevo intento de acuerdo fracasó en julio, cuando Dollfuss se reunió en vano con el embajador alemán en Viena. El 24 de julio y para disgusto italiano, Dollfuss solicitó en Londres que el Reino Unido, Francia e Italia presentaran una queja conjunta a Alemania por la actividad de los nacionalsocialistas en Austria, acción que en Roma se entendió como un intento del canciller de sacudirse la dependencia de Italia. A finales de mes se produjo, en efecto, una de las escasas intervenciones anglo-francesas en favor de Austria: el Reino Unido, con el apoyo de Francia e Italia, exigió el fin de las actividades subversivas alemanas en el país vecino. La acción tuvo un efecto inmediato, aunque pasajero, y los alemanes moderaron su intromisión en los asuntos austriacos. La crisis de junio, sin embargo, obligó a Dollfuss a recurrir al apoyo italiano frente a la amenaza alemana. Pronto, empero, los alemanes retomaron la campaña de agitación contra Dollfuss desde la radio bávara.

#### Intensificación de la presión italiana y evolución autoritaria
El 19 y 20 de agosto de 1933, tuvo lugar una nueva reunión entre el canciller austriaco y el Duce, en Riccione. Mussolini sugirió varias medidas a Dollfuss: la inclusión de nuevos ministros de la Heimwehr en el Gobierno —Steidle y Starhemberg—, la eliminación del poder socialista vienés mediante el nombramiento de un gobernador estatal de la capital y la instauración de un nuevo modelo político basado en el fascismo italiano, que el canciller podría anunciar en septiembre. La puesta en práctica de estas propuestas hubiese eliminado toda posibilidad de recabar el apoyo británico y francés y hubiese sellado la completa dependencia del canciller de Italia. Dollfuss evitó la primera sugerencia italiana y pospuso la segunda hasta febrero del año siguiente, cuando la aplicó tras la derrota socialista en la guerra civil —nombró a un gobernador moderado, lo que causó el disgusto de la Heimwehr, que tenía su propio candidato para el puesto—; aceptó, no obstante la tercera, aunque el modelo estatal que anunció era más corporativista católico y autoritario que estrictamente fascista según el modelo italiano. Como resultado de la reunión, Italia devolvió a Austria la artillería austrohúngara de la que se había apoderado durante la guerra mundial; en 1934, comenzó a enviar aviones y al tiempo que empezaban a diseñarse planes de defensa conjunta. Aunque no se firmó pacto alguno entre las dos naciones, Dollfuss obtuvo la firme promesa de Mussolini de defender la independencia austriaca y de reforzar las unidades italianas desplegadas en la frontera común. Italia respaldaría internacionalmente al país y le otorgaría ventajas económicas. También de acuerdo a los deseos italianos, creció el poder gubernamental de la Heimwehr en el cambio de ministros de finales de septiembre.

#### Nuevas negociaciones con los nacionalsocialistas y acercamiento a Italia
Las nuevas negociaciones con los nacionalsocialistas, que comenzaron en septiembre y duraron unos cuatro meses, fracasaron, volviendo a Dollfuss extremadamente dependiente de Italia y de sus agentes de la Heimwehr. Los representantes de los nacionalsocialistas —dos políticos pangermanos, para entonces aliados con los nazis austriacos— habían exigido en vano el ingreso en el Gobierno del Frente Nacional de Lucha —organización que agrupaba a los nacionalsocialistas ilegalizados y a los pangermanos—, con la mitad de los ministerios bajo su control, el nombramiento de Theo Habicht como vicecanciller, la abolición de la prohibición del partido nazi, las SA y las SS y libertad para agitar políticamente. Dollfuss, por su parte, exigió el fin de la propaganda contra su Gobierno, la separación del Partido Nacionalsocialista austriaco del alemán y el cese de la intromisión alemana en la política austriaca. Dispuesto a legalizar al partido nazi austriaco, siguió negándose a convocar elecciones. Un nuevo intento de Dollfuss de tratar directamente con Habicht en Viena se frustró en el último momento, el 7 de enero de 1934, cuando los dirigentes de la Heimwehr se enteraron del proyecto y, temiendo que un acuerdo entre el canciller y los nacionalsocialistas les privase de su poder, amenazaron con retirarle su apoyo.
A mediados de enero de 1934, el subsecretario de Estado de Asuntos Exteriores italiano Fulvio Suvich visitó Viena; la visita reforzó a la Heimwehr y aceleró el posterior choque con los socialistas. El subsecretario instó a Dollfuss a redoblar la represión de los marxistas, completar la redacción de la nueva Constitución, acabar definitivamente con el sistema parlamentario y sustituirlo con uno corporativista. Italia, descontenta con el ritmo de las reformas autoritarias del canciller, sopesaba privarle de su protección y sustituirlo por otro político más afín a sus planes. Dollfuss aceptó tanto los consejos de Fulvich como el decidido apoyo italiano frente a Alemania. La relación entre las dos naciones se estrechó más gracias al plan mussoliniano para forjar acuerdos entre Italia, Hungría y Austria, que se plasmó en los Protocolos de Roma, firmados en la capital italiana el 17 de marzo. Dos de estos incluían medidas para mejorar el comercio entre los tres países, con aranceles reducidos. El pacto mostró el respaldo italiano a Viena, acosada por Alemania; esta vio el acuerdo como un acto hostil. Dollfuss había aceptado la dependencia de Italia, tras el fracaso de planes alternativos: en el verano anterior, había tratado infructuosamente de que Hungría se aviniese a establecer junto con Austria una asociación con sus rivales de la Pequeña Entente; en febrero, había estado a punto de solicitar la ayuda de la Sociedad de Naciones —la guerra civil y el desinterés de Francia, el Reino Unido e Italia le hicieron descartar el plan—. En la práctica, el tratado convirtió a la república en un Estado satélite de la Italia fascista.

#### Fracaso de los últimos intentos de concierto con los nacionalsocialistas
Desde finales de abril, cuando trataron de asesinar al vicecanciller Emil Fey en Salzburgo, los nacionalsocialistas desataron una nueva y larga ola de atentados contra instalaciones públicas, políticos y funcionarios que duró hasta julio. A finales de mayo, Dollfuss intentó atraerse a los nacionalsocialistas más moderados, ofreciendo a uno de ellos un puesto en el Consejo de Ministros, maniobra que tampoco dio fruto. En junio, negoció, también en vano, con Hermann Neubacher, que exigió nuevamente el nombramiento de Habicht como canciller o vicecanciller.

### Evolución fascista y política interna

#### Dollfuss y la democracia

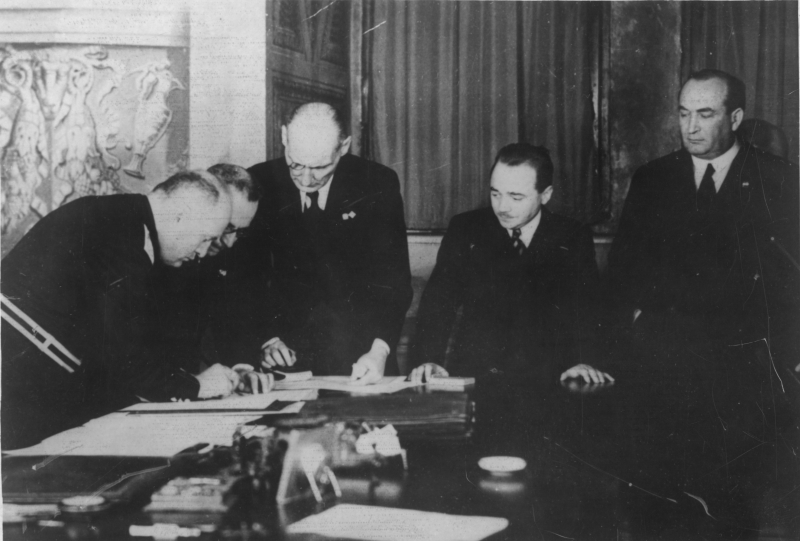
Firma de los Protocolos de Roma en marzo de 1934, acuerdo tripartito alcanzado entre Italia, Hungría y Austria.

La abolición paulatina del sistema democrático y su sustitución por otro autoritario se debió en parte a las prioridades políticas del Dollfuss: para este, lo que consideraba bienestar del campesinado —principal clase social para el canciller y depositario de la fe católica y las tradiciones alemanas que apreciaba— era un asunto principal. Cuando consideró que el sistema democrática no garantizaba este, no dudó en tratar de implantar otro. Su visión particular de la democracia como un sistema basado en elecciones pero en las que los elegidos tenían potestad para administrar como creyesen conveniente sin cortapisas del electorado facilitó también la transición al sistema autoritario de gobierno. Carecía asimismo de experiencia parlamentaria: nunca había sido elegido diputado ni había tenido que disputar campañas electorales y no estaba acostumbrado a las discusiones habituales tanto en estas como en las Cortes. De carácter soberbio en lo que se refería a su persona y a su cargo, no era buen orador ni era un destacado intelectual como algunas figuras de la oposición y de su propio partido, lo que complicaba su actuación en el Parlamento. Su exigua minoría parlamentaria de un voto y la fuerza de la oposición tampoco facilitaba la tarea de gobierno en una situación de grave crisis, aunque esta debilidad se debía en parte a la negativa de Dollfuss a convocar elecciones o incluir en el Gobierno a los socialistas.
En su evolución autoritaria, el canciller contó con el decidido respaldo del representante económico de la Sociedad de Naciones, que apoyó tanto la eliminación del sistema democrático como la del poder de los socialistas austriacos. La Sociedad abandonó su anterior actitud liberal ortodoxa y permitió utilizar fondos del préstamo de Lausana para financiar proyectos gubernamentales con el fin de sostener políticamente a Dollfuss. La Sociedad aprobó que gran parte del crédito de trescientos millones de chelines, que debía haberse utilizado para pagar los créditos británicos y del Banco de Pagos Internacionales y comprar deuda del Creditanstalt al Banco Nacional, se destinase a proyectos para aumentar el empleo y así reducir la oposición política a su gobierno. La Sociedad permitió también dividir el presupuesto en una partida de gastos ordinarios y otra de extraordinarios —que en realidad se empleó realmente para ocultar el déficit estatal y en financiar los cuerpos de seguridad que sostenían a Dollfuss—.
El sistema autoritario y reaccionario implantado paulatinamente por Dollfuss contó con el apoyo tanto de la jerarquía católica austriaca como de la Santa Sede, aunque esto no evitó disensiones y roces entre el Gobierno y estas. Las autoridades utilizaban a la Iglesia para inculcar los valores patrióticos y cívicos del reǵimen, sin por ello reforzar su poder. La evolución se vio favorecida por la dependencia del canciller de la Heimwehr, al comienzo para mantenerse el frente del Gobierno dada su debilidad en las Cortes. La formación era, además, un instrumento de presión italiana en la política austriaca.

#### Autoritarismo y apoyo italiano
El 10 de abril de 1933, el Gobierno creó un cuerpo de policía auxiliar que debía intervenir únicamente en casos de urgencia; aunque los jefes de la Heimwehr no lograron que sus unidades en bloque ingresasen en la nueva organización, sí que indicó claramente que los reclutas de esta provendrían de las formaciones paramilitares que respaldaban al Gobierno. Francia, preocupada por la situación en Alemania, permitió este aumento de las fuerzas de seguridad oficiales. La medida se había aprobado tras desecharse por imposición de la Heimwehr la ampliación del Ejército con reclutas —temía que el reforzamiento de las fuerzas armadas la privase de su influencia política al volverse innecesaria—. El control de los distintos grupos armados del Estado desató el desacuerdo entre la Heimwehr por un lado y Vaugoin y el vicecanciller Winkler de la Heimwehr por otro. Se sospechaba especialmente que Fey deseaba adueñarse del control de todas las fuerzas armadas del país, incluido el Ejército; Dollfuss no solo se aseguró de impedirlo, sino que fomentó el crecimiento de sus propias fuerzas militares, las Sturmscharen, que organizaba Kurt Schuschnigg.
Al día siguiente de la creación de la nueva policía auxiliar, Dollfuss partió a Roma a visitar a Mussolini por primera vez: deseaba tanto obtener el apoyo de este como firmar un concordato con la Santa Sede y alcanzó ambas metas, si bien la firma de este se retrasó por la insistencia vaticana en que el acuerdo lo ratificase el Parlamento austriaco. Mussolini, satisfecho con los planes del canciller para implantar un régimen autoritario, prometió colaborar con él en la supresión del terrorismo nazi, sugirió la creación de un «frente patriótico» para aumentar las simpatías populares por el Gobierno en el que la Heimwehr desempeñase un papel central y advirtió de la eliminar lo que consideraba la mayor amenaza para Dollfuss: el partido socialista. Para mejorar la grave situación económica austriaca, el Duce aconsejó a Dollfuss que su país estrechase los lazos comerciales con Hungría.
De acuerdo a las promesas hechas a Mussolini, Dollfuss incluyó a miembros de la Heimwehr en el Gobierno el 10 de mayo de 1933 y creó una organización fascista, el Frente Patriótico (Vaterländische Front, el 14 de mayo) que había de sustituir a los partidos políticos, a la vez que anunciaba que la nueva Constitución no daría papel al Parlamento democrático. La desilusión de Dollfuss no haber sido elegido presidente del partido —algo habitual cuando el canciller era socialcristiano— en la conferencia de mayo y la presión de la Heimwehr, que exigía la supresión de los partidos políticos, facilitaron que fundase el Frente Patriótico y arrumbase la organización socialcristiana. En su evolución fascista, Dollfuss hubo de enfrentarse a la oposición de parte de su propio partido, que no aprobaba sus acciones ni la creciente influencia de la Heimwehr. Esta sección forzó al canciller a mantener conversaciones con los nazis, que fracasaron ante la negativa de este a convocar elecciones, temiendo el aumento de votos de aquellos. También en mayo, el Gobierno aprobó un decreto que impidió que el Tribunal Constitucional, que en 1920 Seipel había definido como uno de los dos pilares del Estado, revisase las acciones gubernamentales, en ocasiones claramente inconstitucionales. El 26 del mismo mes, el Ejecutivo prohibió el Partido Comunista. A mediados de junio, se creó un nuevo cuerpo de policía auxiliar, el Cuerpo de Ayuda, cuyo personal una vez más provendría de las organizaciones paramilitares cercanas al Gobierno.
La asociación del Partido Socialcristiano con la Heimwehr convirtió el Gobierno en una especie de triunvirato compuesto por Dollfuss, Starhemberg y Fey, en la que las dos formaciones coligadas mantenían tensas relaciones y sospechaban la una de la otra. Esta situación se mantuvo hasta el asesinato del canciller en julio de 1934.

#### Agitación nazi y aumento de las medidas represivas
A la vez, el Gobierno alemán no cesaba en su presión al austriaco, exigiendo la convocatoria de elecciones y esperando la entrada de miembros nacionalsocialistas en el Consejo de Ministros. A finales de mayo, se instauró un boicoteo al turismo en Austria y se interrumpieron las negociaciones sobre aranceles entre los dos países. Tras el asesinato del dirigente de la Heimwehr en Tirol por un ciudadano alemán miembro del partido nazi, los posteriores altercados con afiliados del partido, que llevaron a la expulsión de varias decenas de ciudadanos alemanes del país, y tras un atentado con granada en Krems con una víctima mortal y treinta heridos el Gobierno de Dollfuss prohibió el NSDAP el 19 de junio de 1933. Al tiempo que se prohibía el partido, se instauró un sistema policial centralizado en las provincias: se nombraron «directores de seguridad» que dependían directamente del ministro Fey y no de los gobernadores provinciales. A lo largo del verano, se amplió la censura de prensa, implantada el 7 de marzo y extendida a lo largo de la primavera. Se limitó asimismo el poder de los sindicatos socialistas —mayoritarios— en los servicios de ferrocarriles, correos, telégrafos y teléfonos y creció el poder de los empresarios. Para el sector privado se pusieron en marcha medidas que recortaban las pensiones y perjudicaban a los trabajadores en las negociaciones con los empresarios. Por otra parte, se promulgó un decreto que complicaba el cambio de religión y la apostasía, que quedaban sometidos al control estatal. El 9 de julio, nuevamente de acuerdo a las sugerencias realizadas por Mussolini, Dollsfuss recibió al primer ministro húngaro Gyula Gömbös; a pesar de la cordialidad de la entrevista, este se negó a cooperar con el canciller contra la agitación nacionalsocialista.

#### Acentuación del autoritarismo
Tras una nueva visita a Mussolini en agosto, en la que este mostró su insatisfacción con la falta de celeridad de los cambios en Austria, Dollfuss hubo de acelerar las reformas exigidas por el mandatario italiano en septiembre. El 11 de septiembre de 1933, anunció la reforma de la Constitución, modificación que se basada en el corporativismo y en la encíclica papal Quadragesimo Anno. El discurso del canciller incluía el fin de los partidos políticos tradicionales, la creación del Frente Patriótico y suponía descartar el restablecimiento del sistema parlamentario democrático. A finales de mes, hubo de deshacerse de sus apoyos de los conservadores agrarios de la Landbund para dar más poder a la Heimwehr, respaldada por Mussolini. Las diferencias internas en el Consejo de Ministros —la Landbund y la Heimwehr mantenían malas relaciones— también contribuyeron a precipitar el cambio. Parte de los socialcristianos más destacados tuvieron también que abandonar el Gobierno para conferir al gabinete una apariencia de independencia de los partidos políticos. Para contrarrestar la ambición de Starhemberg, nombró a su rival Fey —contrario a la alianza con Italia, en la que se apoyaba Starhemberg— vicecanciller; reservó para sí los ministerios de Asuntos Exteriores, Agricultura, Defensa y Seguridad, lo que reforzó su posición en el Gobierno. El canciller había eliminado a los partidos políticas del gabinete como le había exigido la Heimwehr y reunido los ministerios de los que dependían el Ejército y la Policía, pero no se los había entregado, sino que se los había guardado para sí. Fey perdió su cargo al frente del Ministerio de Seguridad, quedó únicamente como vicecanciller y no logró hacerse como deseaba con el control del Ejército. Días más tarde, el 22 de septiembre, Fey aprobó en nombre de Dollfuss un decreto que permitía la detención de cualquier sospechoso de participar en actividades contra el Estado o la seguridad y su envío a campos de concentración; Dollfuss no lo firmó, pero tampoco lo rescindió a su regreso de Ginebra, donde se hallaba ese día. Con el extrañamiento de los socialistas, la oposición de parte de los socialcristianos y su alejamiento de la Landbund, Dollfuss sintió que su Gobierno estaba demasiado influenciado por los italianos y decidió volver a intentar alcanzar un acuerdo con los nacionalsocialistas para equilibrar el poder de aquellos.
El 11 de noviembre, el Gobierno restauró la pena de muerte, abolida desde la fundación de la república. El asesinato, el incendio y el daño de la propiedad privada quedaban castigados con la muerte. Ese mismo mes, se implantó la ley marcial ante el continuo hostigamiento terrorista de los nacionalsocialistas. Pocos días antes, el 28 de octubre, Fey había anunciado la apertura del primer campo de concentración austriaco, situado en Wöllersdorf. A pesar de la creciente represión gubernamental y la tensión en sus filas, los socialistas decidieron seguir tolerando el acoso del Gobierno y no enfrentarse a él. Mientras la Liga de Defensa Republicana continuaba armándose para un posible choque con las fuerzas de seguridad estatales, el Gobierno continuó con los registros de sedes socialistas y la detención de algunos de sus miembros, actividad que mantuvo hasta febrero del año siguiente.

#### Guerra civil y aplastamiento de los socialistas

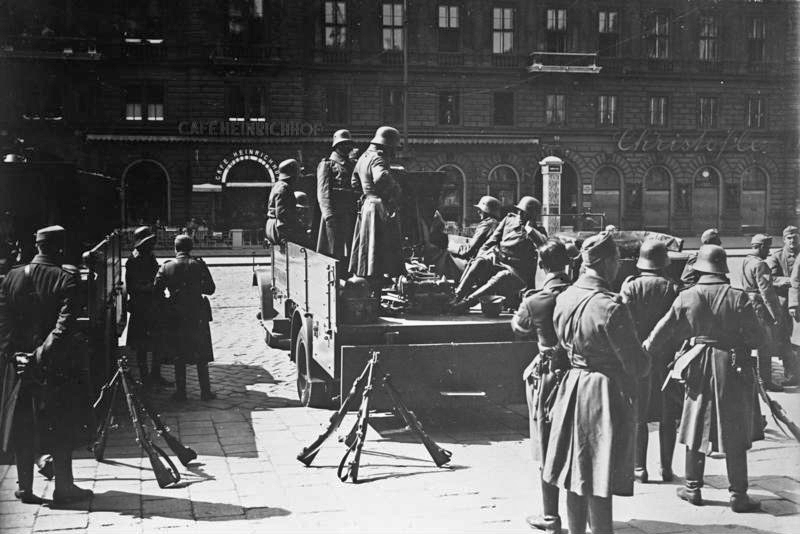
Soldados del Ejército Federal Austríaco en Viena, 12 de febrero de 1934.

Tras un último intento de lograr el apoyo de la Sociedad de Naciones a su gobierno que fracasó ante la indiferencia de las potencias occidentales, los italianos exigieron la supresión de los reductos de poder de los socialistas en Austria, especialmente del gobierno municipal de Viena. El 8 de enero, el Gobierno aprobó el mantenimiento indefinido de la ley marcial y la incautación de los bienes que aquellos sospechosos de ser enemigos del Ejecutivo. Se movilizó de inmediato a la policía auxiliar creada por Fey, el Schutzkorp. El propio Fey retomó la cartera de seguridad tres días más tarde, lo que le devolvió el control de la gendarmería y la Policía. La vuelta de Fey al mando de las fuerzas policiales acrecentó la tensión con los socialistas, pese a que sus dirigentes trataron por todos los medios de evitar un enfrentamiento. Dollfuss deseaba privarlos de todo poder político, pero hacerlo dividiéndolos, atrayendo a los más moderados al Frente Patriótico, como contrapeso a la Heimwehr. En su visita a Austria, el secretario de Estado italiano Suvich dejó claro la satisfacción de su país por la actuación de Fey y el deseo de que Dollfuss aplastase finalmente a los socialistas. La intervención italiana aceleró el choque: Fey redobló su acoso a los socialistas y, a comienzos de febrero, la Heimwehr trató de dar una serie de golpes de Estado provinciales para eliminar los Gobiernos regionales y los Parlamentos de las provincias e implantar un modelo autoritario. Los elementos moderados de las provincias —algunos socialcristianos, la Landbund—, con el respaldo de algunos socialistas, trataron de oponerse a las pretensiones de la Heimwehr y evitar una guerra civil, fiando en que el canciller censuraría sus maniobras golpistas. Decidido a eliminar el sistema democrático e implantar su modelo político de partido único, y temiendo la posible reacción de la Heimwehr y de Mussolini, Dolfuss aprobó, empero, las exigencias de esta y la eliminación de los socialistas de los Gobiernos provinciales, incluido el de la capital. Este último acto implicaba el enfrentamiento armado con los socialistas, que habían repetido en numerosas ocasiones que cualquier ataque contra el Gobierno capitalino desencadenaría la lucha.
La decisión de los dirigentes socialistas de Linz de oponerse a nuevos registros de la policía desencadenó finalmente la guerra civil el 12 de febrero, y no el esperado asalto al Gobierno de Viena. Renuente a emplear la violencia, una vez desencadenada la revuelta Dollfuss la sofocó, siguiendo el plan gubernamental previsto, trazado tras la revuelta de julio de 1927. La dirección oficial de la operación quedó en manos de Fey, que, sin embargo, dominaba en la práctica únicamente las fuerzas paramilitares y los cuerpos auxiliares de policía, mientras que las fuerzas de seguridad estatales seguían a sus propios mandos. Para aplastar a «Viena, la roja» Dollfuss recurrió al ejército. La mañana del 12 de febrero, el Consejo de Ministros aprobó que el Ejército sofocase la revuelta; según Dollfuss, el uso de artillería contra las viviendas socialistas debía acabar pronto con la resistencia y evitar más víctimas. Tras cinco días de combates entre las fuerzas gubernamentales y los socialistas (del 12 al 16 de febrero), en las que los nazis se mantuvieron neutrales, el partido socialista (SDAPÖ) fue prohibido el mismo mes, a pesar de la condena de la opinión pública de Francia y Gran Bretaña. La prensa socialista quedó prohibida, como ya lo había sido la comunista en mayo de 1933 y la nacionalsocialista en junio. El desbaratamiento del poder político socialista facilitó la reforma autoritaria de los Gobiernos provinciales: en la capital Dollfuss nombró un comisario; en el resto, las Cortes otorgaron poderes especiales a los gobernadores y, en la mayoría de los casos, se disolvieron. En todos ellos la Heimwehr obtuvo nuevos cargos en los remozados Ejecutivos regionales.
El impacto internacional de la insurrección de los obreros socialistas de Viena fue enorme, dado que era la primera vez que se había ofrecido una resistencia física al ascenso del fascismo. La consigna «Antes Viena que Berlín» (es decir, mejor luchar contra el fascismo, aunque salgas derrotado, que dejarte aplastar por él sin defenderte, como en el caso de los socialdemócratas alemanes en 1933) se extendió por muchos lugares, por ejemplo, en España, cuando los socialistas declararon una huelga insurreccional (la Revolución de octubre de 1934) en el momento que accedió al poder el partido de la derecha católica CEDA, cuyo líder José María Gil Robles en muchas ocasiones había expresado su admiración por Mussolini y por Dollfuss. Así, la Revolución de Asturias (Asturias fue la única región española donde la insurrección triunfó, aunque sería aplastada por el Ejército) fue interpretada por la izquierda antifascista como la «segunda Viena».

#### Tensión con la Heimwehr y evolución autoritaria
La victoria militar sobre los socialistas, debida en gran parte a la intervención de la Heimwehr, reforzó la posición de esta, que amenazó la del canciller. Únicamente la desunión de sus caudillos y el apoyo de su jefe nominal, Starhemberg, permitió a Dollfuss conjurar el peligro. La eliminación de los socialistas tuvo otra importante consecuencia en la política gubernamental: hizo a Dollfuss, privado ya de las simpatías del Reino Unido y Francia, completamente dependiente del apoyo exterior italiano. En la reunión de los principales jefes de la Heimwehr con Dollfuss y el jefe del Frente Patriótico del 6 de marzo, Starhemberg se comprometió a incluir sus fuerzas en este, aunque el proceso fue lento y acabó durante la presidencia del sucesor de Dollfuss. Aunque parte de los miembros de la Schutzbund socialista se enrolaron en una nueva unidad paramilitar derechista y anticlerical dependiente del canciller, los esfuerzos por integrar al grueso de los socialistas en su modelo de Estado siguieron sin dar fruto. El intento de integrar a los sindicatos socialistas en una nueva federación nacional apartidista, por ejemplo, fracasó. Los planes para granjearse el favor de los seguidores socialistas de la capital mediante el nombramiento de un teniente de alcalde socialcristiano moderado, tampoco tuvieron éxito. El aplastamiento de los socialistas acentuó también las desavenencias entre la Heimwehr y el Ejército, que se consideraba arrinconado en favor de aquella, en especial en la distribución del escaso presupuesto estatal. Precisamente para evitar que durante su visita a Mussolini en marzo el Ejército quedase temporalmente subordinado a Fey, en vísperas del viaje Dollfuss nombró a un general ministro de Defensa. También para contentar a las fuerzas armadas, aprobó un plan secreto de rearme.
Gracias al renovado apoyo de Mussolini obtenido por la firma de los Protocolos de Roma, Dollfuss pudo enfrentarse con mayor facilidad a sus rivales de la Heimwehr, y, en especial, al ambicioso Fey, que continuaba su propio enaltecimiento. Para empezar, redujo el tamaño de la segunda policía auxiliar (el Schutzkorps) que este había creado. Dollfuss logró forjar una alianza con Starhemberg contra Fey con la ayuda de Mussolini —que había prometido ayuda comercial y militar a Austria, abandonar todo plan de aupar a Fey al poder y limitar los subsidios a la Heimwehr para facilitar que esta colaborase con el canciller—. El 26 de abril, el príncipe sustituyó a Fey como vicecanciller, que quedó relegado al Ministerio de Seguridad, y se lo nombró también jefe del Wehrfront, la organización armada del Frente Patriótico, que reunía a todas las formaciones paramilitares.

#### Acoso final nacionalsocialista y establecimiento del sistema dictatorial
Mientras, tras el fracaso de nuevas conversaciones con los nazis, en mayo se desencadenó una nueva campaña de presión al Gobierno, con ataques a los ferrocarriles, instalaciones de servicios básicos —electricidad, aguas y telefonía— y a los edificios oficiales, a pesar de la oposición renovada del Ministerio de Exteriores alemán, que no creía en la posibilidad de alcanzar el poder por la fuerza en Austria ante la coyuntura internacional contraria. La proclamación de la nueva Constitución el 1 de mayo, de carácter nacionalista, redobló el acoso alemán a Austria, que se extendió a todas las provincias. La propuesta de Hitler a Mussolini durante su visita a Venecia de mediados de junio para que los italianos aceptasen el control alemán de Austria no fue aceptada. Esto reforzó el convencimiento de parte del partido nazi en Austria de que solo una solución de fuerza podía llevarle al poder.
Días antes de su asesinato, el 10 y 11 de julio, Dollfuss llevó a cabo un nuevo cambio en el gabinete que redujo el poder de Fey, aunque la Heimwehr obtuvo nuevas carteras en el Ejecutivo: el canciller recuperó para sí los ministerios de Defensa y Seguridad, nombró nuevos secretarios de Estado para estos —el de Seguridad cercano al destituido Fey, que quedó con un vago cargo de comisario gubernamental— y entregó Educación a otro miembro de la Heimwehr. El objetivo principal era apaciguar las desavenencias cada vez mayores entre el Ejército y la formación paramilitar.

### Muerte
Tras convencer a Hitler de la conveniencia de intentar un golpe de Estado, asegurándole que contaban con el apoyo del Ejército, los conspiradores, encabezados por el dirigente del NSDAP austriaco Theodor Habicht, planearon secuestrar al presidente Miklas y al gabinete y, tras apoderarse de la radio, anunciar la proclamación de un nuevo Gobierno encabezado por el embajador austriaco en Italia, Anton Rintelen.
Tras retrasar el golpe un día por el cambio de fecha de la reunión gubernamental, el 25 de julio de 1934, ciento cincuenta y cuatro miembros de las SS austriacas, disfrazados de policías y militares, lograron tomar el edificio de la Cancillería federal, mientras quince correligionarios ocupaban la radio y anunciaban la creación del nuevo Gobierno.
El Gobierno, avisado del intento de golpe, disolvió la reunión y los golpistas solo lograron apresar al canciller, al vicecanciller y a un secretario de Estado, mientras tropas de la policía y el Ejército, fieles al Gobierno, rodeaban la cancillería. El resto del Ejecutivo, con Kurt Schuschnigg al frente y el apoyo del presidente de la República, se había reunido en el Ministerio de Defensa, tomaba medidas para asegurarse el control del país y se preparaba para sofocar el golpe. Uno de los golpistas, Otto Planetta, hirió de muerte al canciller Dollfuss cuando este intentaba escapar de la cancillería. Dollfuss estaba tratando de abandonar el edificio después de que los golpistas lograsen acceder a él sin problemas cuando Planetta se acercó a él y le disparó dos veces, hiriéndolo en el cuello y en la axila. Desangrándose en un sofá y sin atención médica, falleció dos horas y media más tarde, pasadas de las tres y media, convencido del éxito del golpe de Estado. Los golpistas rechazaron también permitir que acudiese un sacerdote para que pudiese confesarse.
Mientras tanto, Mussolini, que esperaba la visita de Dollfuss dos días más tarde, ordenó la movilización de cuatro divisiones que se dirigieron a la frontera austriaca, listas para intervenir, a pesar de la reticencia austriaca (los austriacos no deseaban la ocupación del país por los italianos). Los nazis fallaron en su propósito de desestabilizar al Gobierno, fueron rodeados, capturados y ejecutados, y Kurt Schuschnigg asumió el poder como canciller. Las revueltas en las provincias fueron asimismo controladas y el peligro de ocupación italiana y de intervención yugoslava desapareció.
| Predecesor: Karl Buresch | 14.º canciller de Austria 20 de mayo de 1932-25 de julio de 1934 | Sucesor: Kurt Schuschnigg |